# Ming-dinasztia

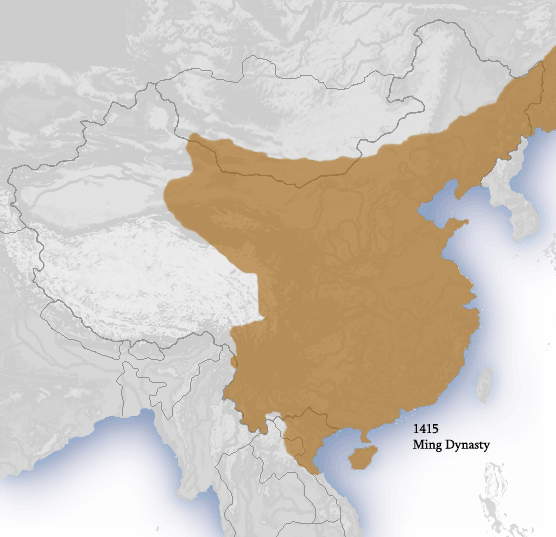
A Ming-birodalom legnagyobb kiterjedése 1415-ben, Jung-lö (Yongle) császár idején

A Ming-dinasztia (1368–1644, 明朝; pinjin: Míng Cháo) 276 éven át uralkodott Kínában, a mongol Jüan (Yuan)-dinasztia bukásától a mandzsu Csing (Qing)-dinasztia létrejöttéig. Ez volt a hatalmas ország utolsó han kínai etnikumú császári családja.
A Ming-dinasztia hosszú időn át jólétet és békét biztosított a lakosság számára, különösen uralmának első felében. A Mingek rendszerének szilárdságára jellemző, hogy az utánuk következő Csing (Qing)-dinasztia jóformán semmiféle változtatást nem hajtott végre sem az államszervezeten, sem a kormányzási módszereken, sem a hivatalnokvizsgákon, egyszerűen rátelepedett a már meglévő és jól működő intézményrendszerre. Elmondható, hogy Ming Hung-vu kínai császár (Hongwu császár) uralmától, vagyis a 14. század utolsó harmadától kezdve egészen a 20. század elejéig a kínai államszervezet lényegében változatlan maradt.
A korszak három szakaszra osztható. Hong-vu (Hongwu) és Jung-lö kínai császár (Yongle) uralkodása belföldön a gazdaság újjáépítésének, új intézmények bevezetésének, kifelé pedig a mai Mongólia területére, Délkelet-Ázsiára, az Indiai-óceán térségére és Közép-Ázsiára kiterjedő expanziónak a korszaka volt. A 15. század közepétől, az északi „barbároktól” elszenvedett vereségektől a 16. század elejéig a visszavonulás és a védekezés évei következtek. 1520 után új fellendülés vette kezdetét, amelyben nagy gazdasági, társadalmi és szellemi változásokra került sor. Ez a fellendülés azonban a társadalmi rendszer alapvető vonásainak változatlansága miatt súlyos válságokba torkollott. Országos méretű felkelések következtek, így a mandzsuk megdönthették az elgyengült Mingek hatalmát.
A Ming-kormányzat állandó haditengerészetet és egymillió fős állandó hadsereget állított fel; hatalmas építkezéseket indított be és vitt véghez, mint a Nagy-csatorna, a kínai nagy fal és a pekingi Tiltott Város létrehozása. A lakosságának számára vonatkozó becslések 160 és 200 millió között vannak.

## A dinasztiaalapítás

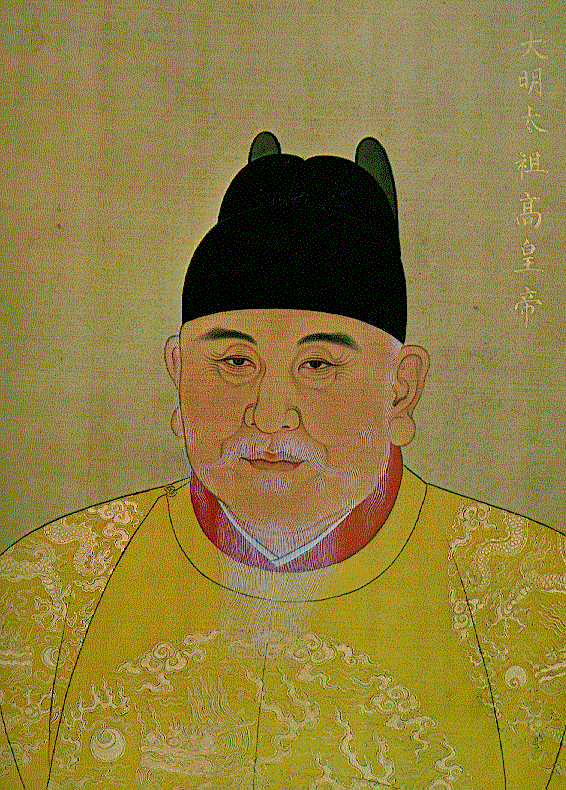
Hung-vu (Hongwu), a dinasztia alapítója

A mongol alapítású Jüan (Yuan)-dinasztia hanyatlását főleg a han etnikum elleni diszkrimináció, túladóztatás, a nagy öntözőrendszerek elhanyagolása és az ezzel is összefüggő természeti katasztrófák, a korrupció és földbirtok-koncentráció fokozódása okozták. A lakosság elégedetlensége nagy felkelésekben nyilvánult meg. Az ország északi részén ilyen volt a vörösturbánosok felkelése, amit azonban a mongolok a kínai földesúri és hivatalnoki osztály egy részének támogatásával le tudtak verni.
Az ország déli részén is fellázadtak a parasztok. Itt egy Fehér Lótusz elnevezésű kínai buddhista titkos társaság állt a mozgalom élén, amely manicheista tanokat, valamint a Maitréja Buddha tiszteletét hirdette. Az itteni felkelő sereg élére 1355-ben a szegényparaszti sorból származó Csu Jüan-csang (Zhu Yuanzhang) került. Csu (Zhu) szülei a fekete himlő áldozatává váltak, ő egy ideig kolduló barátként élt, s írni-olvasni sem tanult meg soha rendesen. A parasztcsapatokat azonban tehetségesen irányította, 1356-ban bevette Nanking városát, s hat-hét év alatt, a konkurens felkelőket is legyőzve, az egész középső és alsó Jangce-völgy az ő uralma alá került. Az általa elfoglalt területeken csökkentette a parasztság terheit, így sikerült ügyének megnyerni a lakosság többségét. 1367-ben sereget küldött Észak-Kína meghódítására. 1368-ban csapatai bevették a mai Peking helyén lévő Tatu (Dadu)t, a Jüan (Yuan)-dinasztia fővárosát. A mongol erők maradványai elmenekültek, így Kína nagy része Csu (Zhu) uralma alá került. Csu (Zhu) még ebben az évben Hung-vu (Hongwu) néven (magyarul "Hatalmas Harci Erény") császárnak kiáltatta ki magát, s Nanking fővárossal megalapította a Ming-dinasztiát (Míng Cháo, 明朝, „Fényes”). A dinasztia hivatalos színe a vörös lett, mint a Maitréjának, illetve a vörösturbánosoknak.
Az ország teljes meghódításához még további évek harcaira volt szükség. 1369-ben az új dinasztia csapatai meghódították a belső-mongóliai Xanadu (Sangtu (Shangdu)) városát, Kubiláj kán ősi nyári fővárosát, valamint Kajpingot (Kaipingot). 1371-ben foglalták vissza Szecsuan (Sichuan), majd 1372-ben Kanszu (Gansu) illetve 1382-ben Jünnan (Yunnan) tartományokat, ahol addig mongol csapatok állomásoztak. Hódításaikat az északkelet-mongóliai Bujr-tó mellett aratott hatalmas győzelemmel (1388) biztosították. 1392-ben adófizetőjükké tették az akkor alapított koreai I-dinasztia államát, Csoszont. A Ming-dinasztia terjeszkedő politikája, többek között Közép-Ázsiába és Délkelet-Ázsiába vezetett hadjáratokkal, egészen a 15. század közepéig folytatódott.

## A konszolidáció
Hung-vu (Hongwu) a hatalom megszerzése után azonnal nekilátott annak biztosításához. Miután Nankingot tette meg fővárosának, hatalmas falat építtetett a város körül, valamint palotákat és kormányzati épületeket emeltetett. A meglehetősen jó állapotban fennmaradt fal mai hossza mintegy 33 kilométer, de a hagyomány szerint eredetileg 48 kilométer hosszú volt. A fal mai állapotában is a világ leghosszabb városfala.

### A mezőgazdaság helyreállítása
Hung-vu (Hongwu) császár 1368-tól 1398-ig, három évtizeden át tartó uralkodása alatt az ország politikailag és gazdaságilag egyaránt megerősödött. A mongolok uralma és a belháborúk során Észak-Kína szinte elnéptelenedett (Belső-Kína lakosságának csak mintegy 10%-a élt itt), ezért délről telepítettek ide földműveseket, emellett – mint általában a dinasztiák alapításakor – nagyszabású, egyenlősítő földosztást hajtottak végre. A birodalom határvidékein a Ming-kormányzat félkatonai telepeket létesített, amelyeknek lakói egyrészt védték a határokat, másrészt földet műveltek, így a hadsereg részben önellátó lett. Az ország belső területein is elterjedt egy hasonló gyakorlat: a katonák egy része élelmiszert termelt, míg a többiek fegyveres szolgálatot teljesítettek. Ez valamelyest csökkentette a lakosság terheit. Nagyszabású gátépítésekkel növelték az árvízvédelem biztonságát, népszerűsítették a len és a gyapot termesztését, eperfák ültetését a selyemgyártás érdekében. A megművelt földterületek 1371 és 1379 között mintegy háromszorosukra, 575 ezer hektárról 1 millió 485 ezer hektárra nőttek. Csak 1395-ben összesen 41 ezer kisebb-nagyobb víztározót hoztak rendbe. A befolyt gabonaadók a mongol uralom alatti évi 12 millió shi egységről 1393-ra 33 millió shi-re nőttek.
Végtelenül központosított módon nekiláttak az ország újraerdősítésének. Nanking (Nanjing) környékén egy tengeri flotta későbbi felépítésének szándékával néhány év alatt több mint 50 millió japán olajfát, pálmafát és lakkfát ültettek. 1392-ben minden Anhuj (Anhui) tartománybeli, állami birtokon élő családnak 200 eperfát, 200 jujubafát és 200 datolyaszilvafát kellett ültetnie. Később hasonló rendeleteket hoztak az egész birodalomra. Egyes becslések szerint Hung-vu (Hongwu) császár uralkodása alatt több mint egymilliárd facsemetét ültettek.

### A lakosság ellenőrzése
Hung-vu (Hongwu) császár idején a lakosságot foglalkozásuk alapján három csoportra osztották: az egyének születésük alapján a parasztok, katonák vagy a kézművesek csoportjába tartozhattak, és ezekből a kategóriákból nem léphettek ki sem ők, sem utódaik. A három lakossági csoporttal három külön hivatal foglalkozott: a gazdasági „minisztérium” (hupu (hubu)), amely az adóbevételek oroszlánrészét adó parasztság ügyeiben volt illetékes, a hadügyminisztérium (pingpu (bingbu)), és a közmunkák minisztériuma (kungpu (gongbu)). A katonacsaládok főleg a határvidékeken éltek, a kézművesek pedig a nagyobb városok környékén összpontosultak.
A mezőgazdasági adóbevételek biztosítása és növelése érdekében általános jegyzéket készítettek a birodalom összes földterületéről és a lakosságáról. A Hung-vu (Hongwu) uralkodói ciklus első felmérése 20 évig készült, 1387-re lett készen. Ez volt a külalakjáról Halpikkelyes jegyzéknek nevezett dokumentum. A népszámlálási összefoglalót, az úgynevezett Sárga jegyzéket 1381-82-ben készítették el.
Az 1393. évi összeírás 16 millió családot, mintegy 60 millió embert vett nyilvántartásba az ország területén. Pontosan rögzítették a városi iparosok robotterheit: havi tíz napot, illetve három évente három hónapot kellett a császár, azaz az állam javára dolgozniuk.
Az adórendszer alapja a licsia (lijia) rendszer volt, amely szerint a lakosságot tíz családonként csoportokba osztották, amelyek közösen voltak felelősek a rend fenntartásáért, az adók befizetéséért, a közmunkák elvégzéséért. Ezeken a csoportokon belül hamar megindult a differenciálódás: a gazdagabb, befolyásosabb tagjaik a maguk javára fordították a közös ügyek intézését, közvetítők lettek a többi család és a császári közigazgatás között.
A minden dinasztia során, a kezdeti egyenlősítő földosztás után törvényszerűen meginduló birtokkoncentráció nyomán fokozatosan eltűnt a kisbirtokos parasztok osztálya, a legszegényebb családok függő helyzetbe kerültek a földbirtokosoktól. Nőtt a földjüket bérlők és a vándorló parasztok, illetve a termelésből teljesen kiszorult nincstelenek aránya. Ez utóbbiak zsoldosok lehettek, esetleg titkos bányákban találtak keserves megélhetést, illetve ők alkották a rablóbandák és kalózcsapatok utánpótlását is.
A Ming-dinasztia idején az adórendszer és a közigazgatás terén a helyi szokásoknak végig nagy szerep jutott. A központosítás erőteljes kiterjesztése ellenére a nagy birodalomban meghatározóak maradtak a helyi hagyományok, szokások. Nem volt elegendő központi tisztviselő, ezért az igazgatás terén a helyi földbirtokos rétegre kellett támaszkodni. A 16. században és a 17. század elején is összesen csak 10-15 ezer hivatalnok szolgált az egész birodalomban. A legalacsonyabb szintű közigazgatási egységeket (hszian (xian)), a járásokat egy-egy központi hivatalnok vezette, helyi stáb élén. Ezekben átlagosan 50 000 ember élt.

### A vizsgarendszer helyreállítása, a hivatali nemesség helyzete
A hivatalnokokat újra versenyvizsgákon választották ki, ezeken elvileg szinte mindenki indulhatott. Visszaállították a Jüan (Yuan)-dinasztia alatt részben megszüntetett vizsgarendszert, méghozzá a Déli Szung (Song)-dinasztia alatt kidolgozott formában és tananyaggal: a vizsgákon a Négy könyv-ből vagy az Öt klasszikus-ból kiragadott egy-egy mondatot kellett a Szung (Song)-kori neokonfuciánus Csu Hszi (Zhu Xi) szellemében értelmezni, mindezt meghatározott formában (ún. „nyolcrészes esszében”). Ez természetesen nem segítette a jelölteket gyakorlati tudáshoz, de az írástudást és egy bizonyos műveltség, tanulási készség meglétét azonban bizonyította. A megyei székhelyeken rendezett alapfokú vizsgákon a jelöltek a hsziucaj (xiùcái) fokozatot („virágzó tehetség”) szerezhették meg, ami a középkori Európában nagyjából a baccalaureátusnak felelt volna meg. A tartományi székhelyeken a következő, a csüzsen (jǔrén) fokozatot („ajánlott férfiú”, „magiszter”), a fővárosi, császári vizsgán pedig a csinsi (jinshi) („bejutott tudós”, „doktor”) szerezhették meg. Hivatalt csak a két felsőbb fokozattal lehetett szerezni. Minden évben csak egy-egy fokozatra lehetett pályázni, így a különböző fokozatú vizsgák három évente ismétlődtek. A fővárosi vizsgákon egyszerre általában öt-hatezer aspiráns vett részt, közülük 2-300 szerezte meg a doktori fokozatot.
Bár Hung-vu (Hongwu) császár személyesen felügyelte a vizsgarendszer helyreállítását, nem volt töretlen a bizalma az új hivatalnokokban sem. 1373-tól 1384-ig szüneteltette a vizsgákat, mert 120 csinsi (jinshi) fokozatú hivatalnokot inkompetensnek talált. 1384 után kivégeztette a fő vizsgabiztost, mert kiderült, hogy csak a déli származású jelöltek vizsgamunkáját fogadta el.
A sajátos kínai központosított társadalomra jellemző módon a hivatali tisztségek nemcsak nem voltak örökletesek, de szülőföldjén senki nem viselhetett hivatalt, illetve a hivatalviselése helyén nem vásárolhatott földet. Ezzel a központi hatalom a helyi, tartományi elitek megerősödését, meggyökerezését, és ennek révén a hatalmas birodalomban a centrifugális erők megjelenését kívánta megakadályozni.

### A hatalom végletes központosítása, állami terror
A császár féltékenyen őrizte a hatalmát, rendkívül gyanakvó volt környezetével szemben. 1380-ban, 62 éves korában leszámolt régi fegyvertárásával, Hu Vej-jung (Hu Weiyong) főminiszterrel, aki érzése szerint túl nagy hatalomra tett szert. Azzal vádolta, hogy felkelést szított, és titkos kapcsolatban állt a mongolokkal és a japánokkal. A perben 15 000 embert vádoltak meg, és végül Hu Vej-jung (Hu Weiyong)ot sok más vádlottal együtt kivégezték. A császár ezután közvetlenül a saját kezébe vette a kormányzást. Megszüntette az egyfajta miniszterelnökségnek megfelelő Központi Titkárságot és közvetlen felügyelete alá vonta a hat minisztériumot (közigazgatás, hadügy, adózás, szertartások, igazságügy, közmunkák). Átalakította és kemény kézzel irányította a hadsereg vezetését is. Létrehozta a Csinji Vej (Jinyi Wei) titkosrendőrséget a testőrsége tagjaiból. Az új belső titkosszolgálat a császár uralkodásának végéig mintegy 100 000 embert likvidált tisztogatásai során.
Hung-vu (Hongwu) császár idején – egyes történészek szerint a megelőző mongol uralom, a Jüan-dinasztia (Yuan-dinasztia) hatására is – nagyon megerősödött a végletes központosítás, az állami önkény rendszere. A Szung-dinasztia (Song-dinasztia) idején még léteztek egymást is ellenőrző, független hivatali szervezetek, a császároknak lehetőségük volt sokféle, különböző forrásokból származó információkat figyelembe venni, és a döntések az ellentétes vélemények ütköztetése után születtek meg. A Ming-kormányzatban azonban minden hatalom a császár kezében összpontosult, és a kormányzás titkosszolgálati eszközökkel folyt. A dinasztiaalapítót ugyanakkor hősként tisztelték, hiszen újra megteremtette a Mennyei Birodalom függetlenségét és viszonylagos anyagi jólétét a mongol uralom után. Ezért kormányzati módszerei is, minden negatívumukkal együtt, évszázadokon át példaként szolgáltak utódai számára.

## Jung-lö(Yongle)császár hatalomra jutása, a dinasztia „újraalapítása”

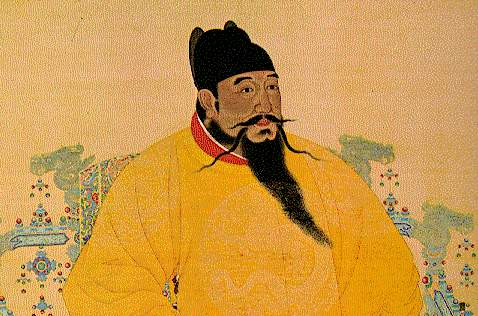
Jung-lö (Yongle) császár

Hiába uralkodott vaskézzel Hung-vu (Hongwu) császár, saját utódlását mégsem sikerült zökkenőmentesre megszerveznie. Három idősebb fiának halála után Csu Jün-ven (Zhu Yunwen) nevű unokáját nevezte meg utódjának, aki trónra is lépett 1398-ban Csianven (Jianwen) császár (1398–1402) néven. Negyedik fia azonban, Csu Ti (Zhu Di), aki a mai Peking környékén hercegeskedett, nem fogadta el apja döntését, hanem híveire támaszkodva trónkövetelőként lépett fel. Polgárháború bontakozott ki, ami három évig tartott. Csu Ti (Zhu Di) végül elfoglalta Nankingot, porig égette a császári palotát unokaöccsével és annak családjával, udvarával együtt. Ezután maga lépett a trónra Jung-lö kínai császár (Yongle) (永樂, „Örök Boldogság”) néven (1402–1424), és apjának egy sor döntését megmásítva kezdte meg uralkodását, amit ezért a történészek a Ming-dinasztia „második alapításának” is neveznek.
Jung-lö (Yongle) nagy építkezésekbe kezdett Tatu (Dadu)ban, a Jüan (Yuan)-dinasztia volt fővárosában, saját korábbi hercegi székhelyén, majd 1421-ben Nankingból ide helyezte át a császári fővárost, és azt Pekingnek (Běijīng, 北京), „Északi Fővárosnak” nevezte el. Nanking, a „Déli Főváros” ezután csak kiegészítő, rituális fővárosként funkcionált.
Pekingben ekkor épült a ma is látható (a következő, a Csing-dinasztia (Qing-dinasztia) idején kissé átépített formájában) császári palota, a Tiltott Város, és ekkor alakult ki a város magjának mai szerkezete. Az utóbbi évtizedekben ugyan lebontották a Ming-kori városfalakat, de a városkapuk egy részét meghagyták, s a körutak is a volt városfalak nyomvonalát követik. Peking közelében ma is látható tizenhárom Ming császár sírja.

### Jung-lö(Yongle)hódító politikája

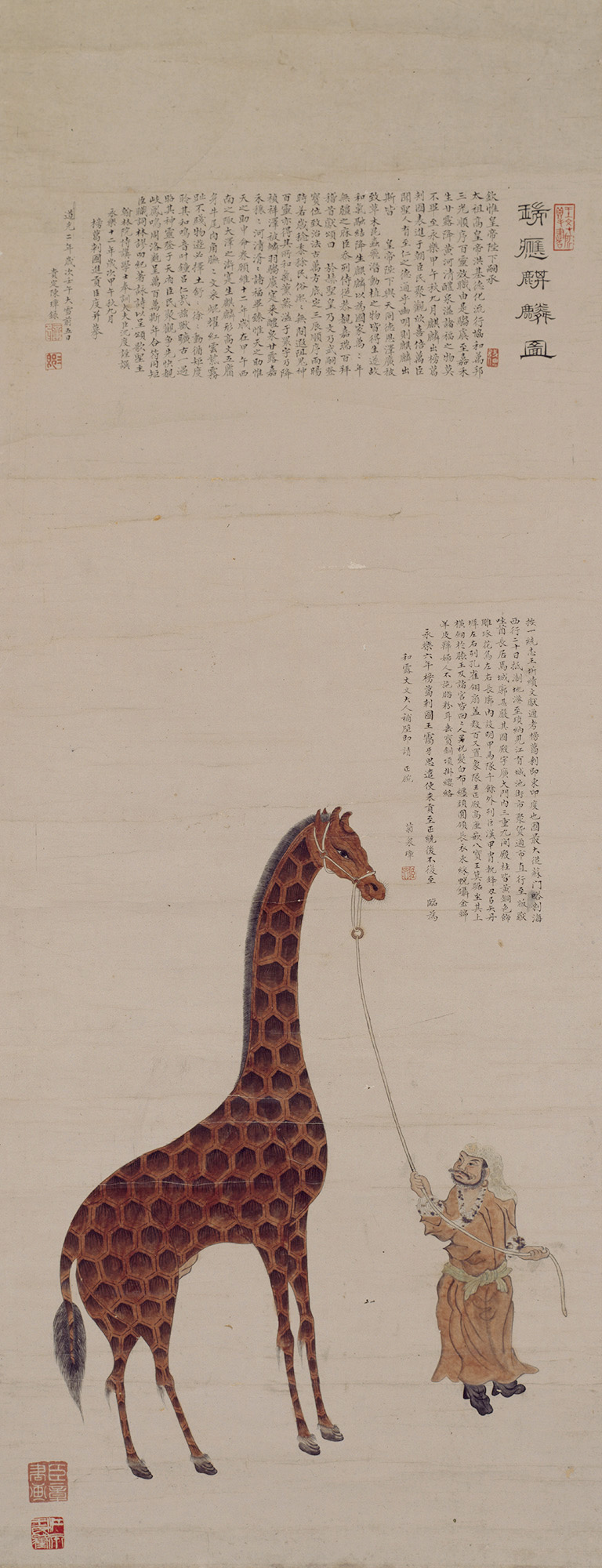
Zsiráf kínai ábrázolása

A dinasztiaalapító gazdasági sikerei nyomán az ország megerősödött, és a rövid polgárháború után Jung-lö (Yongle) császár folytatni tudta nagy elődje hódító politikáját. Öt nagy hadjáratot is vezetett személyesen az északi szomszéd mongol törzsek ellen és 1410-ben nagy győzelmet aratott az Onon folyónál. Északkeleten hadserege eljutott egészen az Amur torkolatvidékéig, 1409-ben főkormányzóságot alapítottak a tajgavidéki Nurgan vidékén, az Amur alsó folyása és Csendes-óceán között, a mai Szihote-Aliny hegység környékén. Ez csak 1435-ig állt fenn, de még a 20. század 60-as éveiben is hivatkozási alapul szolgált a szovjet-kínai határvitában.
1406-ban a birodalom déli határán, az Amurtól 5000 kilométerre, 200 000 fős hadsereg támadt a mai Vietnám északi részén elterülő Đại Việt államra és megsemmisítette a Trần dinasztia uralmát, hogy visszaállítsa a korábbi kínai fennhatóságot. Ezt a hódítást sem sikerült azonban megtartani. 1418-ban felszabadító mozgalom indult, ami 1427-re kiűzte a hódítókat a Vörös-folyó medencéjéből és vezetője megalapította a vietnámi Lê dinasztiát.
A hadjáratok mellett Kína intenzív diplomáciai tevékenységet is folytatott ebben az időszakban Közép-Ázsiától Indokínáig és Japántól Jáváig. A követjárások közül kiemelkedett Csen Cseng (Chen Cheng) közép-ázsiai tevékenysége, valamint Cseng Ho (Zhen He) nagyszabású tengeri expedíciói. Ő a császár megbízása alapján 1405 és 1433 között hét tengeri expedíciót vezetett nyugatra, amelyek során többek között Afrika keleti partjait is elérte. Ezek az expedíciók a későbbi európai felfedő utaktól eltérően egész flottákból álltak, 50-60 hajóval, 20-30 ezer emberrel, és a hatalmas hajókkal általában a partok mentén haladtak. Cseng Ho (Zhen He) admirális útjai során több mint 30 országba jutott el, amelyeket beszámolója szerint „meghódoltatott” (valójában kölcsönös ajándékcseréről lehetett szó az adott ország uralkodójával – egy afrikai király például egy zsiráfot küldött a kínai császárnak). A kínaiak ma többek között ezen utakra hivatkozással tartanak igényt a Dél-kínai-tenger szigeteire.

## Bezárkózás és a hanyatlás kezdetei
Jung-lö (Yongle) (1424) halála és az utolsó tengeri expedíció hazatérése (1433) után fordulat történt a kínai külpolitikában. A terjeszkedő politika súlyos költségei gazdasági nehézségeket okoztak. Kína tengeri expedíciói megmutatták az ország hatalmát Dél-Ázsia, sőt Afrika partmenti lakói számára, de számottevő gazdasági hasznot nem hoztak. Míg a – kissé későbbi – európai felfedezők nagyrészt „egyéni vállalkozásban”, legfeljebb az uralkodók által kisebb-nagyobb mértékben „szponzorálva” indították el vakmerő vállalkozásaikat, és végső soron, közvetve vagy közvetlenül, hatalmas anyagi hasznot hoztak hazájuknak, Kína vagyonokat költött a szimbolikus erőfitogtatásra, ami a kereskedelmi hajózás fejlődésétől teljesen függetlenül zajlott le. A kínai haditengerészet hamarosan újra hanyatlásnak indult.
Északon is kudarcok következtek a mongolok elleni harcokban. A mongolok egyik csoportja, az ojrátok, akik ekkor a mai Mongólia területétől keletre éltek, egyre erősödtek. A császári hatalom erre azzal válaszolt, hogy további erősödésük megakadályozása érdekében korlátozta a kereskedelmet velük, bezáratta azokat a határmenti vásárhelyeket, elsősorban lópiacokat, amelyek az ojrátok gazdaságának egyik alapját képezték. Ez a lépés csak kiélezte az ellentéteket, szaporította az ojrát betöréseket. 1449-ben egy csatában a kínai hadakat maga Csengtung (Zhengtong) császár vezette, és az ojrátok foglyul ejtették Tumu erődjénél. Csak kilenc év után engedték szabadon súlyos váltságdíj fejében.
A kínai császári intézmény szinte hihetetlen súlyos csapást, arcvesztést szenvedett el. A belpolitikai válság nyomán hatalomra került udvari klikk mindebből azt a következtetést vonta le, hogy befelé kell fordulni, a határokat le kell zárni. Már 1403 és 1435 között megújították a kínai nagy fal 6. században épült, Hopej (Hebei) és Sanhszi (Shanxi) tartományok közötti részét, majd 1436-49 között, Csengtung (Zhengtong) császár idején szükségessé vált egy második védelmi vonal, a „belső nagy fal” létrehozása. A Ming-korban épült, helyenként két- vagy háromsoros falak hossza csaknem 5000 kilométer.

### Az eunuchok hatalma
Kínában, hasonlóan más ősi társadalmakhoz, korán kialakult a hadifoglyok kasztrálásának a gyakorlata. Az eunuchokat különböző rabszolgamunkákra alkalmazták, és idővel szokássá vált, hogy bizalmi feladatokat is kaptak a császári udvarban. Ennek nyomán a szegény családok is gyakran felajánlották „fölös” fiúgyermekeiket eunuchnak a számukra biztosítandó jobb élet reményében. Az eunuchok – családjuk nem lévén – elméletileg kizárólag a császár iránt lehettek hűségesek, nem voltak családi vagy klán-érdekeik, így számos uralkodó legfőbb bizalmasaivá válhattak.
A gyakorlatnak azonban hátulütői is voltak, mivel az eunuchok befolyásának növekedése tendenciaszerűen önmagát erősítő folyamattá vált, és nagy hatalommal rendelkező klikkek alakultak ki soraikból. A hárem őrzésének klasszikus feladata közel hozta őket a császár személyéhez. Ők lettek a testőrség vezetői, ami utat nyitott számukra a további magas katonai posztokhoz. Ők foglalkoztak a luxuscikkek beszerzésével vagy legyártatásával az udvar számára, ami a gazdasági pozícióikat erősítette.
Túlzott befolyásukat látva a dinasztiaalapító Hung-vu (Hongwu) császár megtiltotta, hogy az eunuchok megtanuljanak olvasni, és halálbüntetés terhe mellett tilos volt beavatkozniuk a politikába. Jung-lö (Yongle) császár azonban újra lehetővé tette felemelkedésüket, és néhány évtized múlva gyakorlatilag ők irányították a közigazgatást. Példa nélkül álló hatalmuk elsősorban annak volt köszönhető, hogy korán megszerezték a titkosszolgálat, a Csinji Vej (Jinyi Wei) és annak későbbi különböző alakváltozatai irányítását. Az eunuchok túlhatalma kiváltotta a többi császári hivatalnok gyűlöletét. Ezt erősítette az is, hogy míg az eunuchok jórészt Észak-Kínából, alacsony sorból származtak, a többi hivatalnok rendszerint Kína központi és déli részeiről, írástudó családokból érkezett, a császári vizsgák letétele után.

### Társadalmi átalakulás

#### A katonacsaládok és a hadsereg
Hung-vu (Hongwu) császár a dinasztia alapításakor a hadsereget nagyrészt önellátóvá kívánta tenni. A katonai kolóniák földjein 10 emberből három katonai feladatokat kapott, hétnek pedig a mindannyiuk számára szükséges élelmiszert kellett megtermelnie. Hasonló rendszer korábban is előfordult a határvidékeken, ekkor azonban a birodalom egészére kiterjesztették. A rendszer gyorsan meggyökerezett, a földnélküli parasztok hamarosan önként jelentkeztek ezekbe a kolóniákba.
Ebben a korban öt hadsereget különböztettek meg:
1. A Liaoning és Csöcsiang (Zhejiang) tartományok közötti partvidék őrzésével megbízott csapatok;
2. A Kanszu (Gansu) tartománytól Pekingig terjedő északi határzóna védői a kínai nagy fal két oldalán letelepítve;
3. A délnyugati tartományokban (Kuangtung (Guangdong), (Kuanghszi-Csuang Autonóm Terület (Guangxi), Jünnan (Yunnan), Kujcsou (Guizhou), Hunan) élő különböző őslakos etnikumok felkeléseit leverni hivatott csapatok;
4. Az északi és déli fővárosok - Peking és Nanking - védelmével megbízott csapatok;
5. A legfontosabb mezőgazdasági termőterületeken és az onnan történő szállítást lebonyolító Nagy-csatorna mentén állomásozó csapatok.
A katonacsaládok helyzete azonban fokozatosan rosszabbodott. A minden dinasztiára jellemző földkoncentráció ezúttal is megindult. A gazdagabb parasztok a jobb termőterületeket a törvényeket kijátszva felvásárolták, a katonai kolóniáknak egyre kevesebb és rosszabb föld maradt. A kolóniákból megindult a parasztok szökése. A csapatok állományát elítéltekkel kezdték feltölteni. Végül a Ming-császároknak vissza kellett térni a zsoldoshadseregek Szung (Song)-kori gyakorlatához, annak minden káros gazdasági hatásával.

#### A kézműves családok
A Ming-dinasztia alapítója a mongolok korábbi gyakorlatához hasonlóan különleges státusba helyezte a kézműveseket. Egyik részük a közmunkaügyi minisztériumhoz tartozó állami műhelyek szervezetében élt és dolgozott, a másik csoport tagjait pedig arra kötelezték, hogy évente bizonyos számú napot a császári műhelyekben dolgozzon. A gazdasági fellendülés nyomán növekedett a kereslet a kézművesek munkája iránt, ami erősítette önállósulási törekvéseiket. A pénzgazdaság térhódítása révén mind a központi kormányzat, mind maguk a kézművesek érdekeltté váltak a kötelezettségek pénzbeli megváltásában, így 1485-től a kézművesek már pénzben válthatták meg közmunka-kötelezettségüket. Ez a gyakorlat 1562-re vált általánossá. Párhuzamosan a császári manufaktúrákban élő kézművesek száma is csökkent. Jung-lö (Yongle) császár idején 27 000 mesterember élt a császári műhelyekben, mindegyikük alá további 3-5 segéd tartozott. 1615-re számuk 15 319-re csökkent, majd a dinasztia végére nyilvántartásaik teljesen eltűntek, azaz a mesterek felszabadultak ezek alól a feudálishoz hasonló jellegű kötöttségek alól.

#### A parasztság helyzete – társadalmi feszültségek
A földkoncentráció leginkább a parasztok széles tömegeit sújtotta. Közülük, akik földnélkülivé váltak, rablásra, kalózkodásra, csempészetre vagy illegális bányászatra adták a fejüket. Ők alkották a Kína történetében szinte mindig előforduló, de a hanyatló időszakokban gyakorivá váló parasztfelkelések tömegeit is. Az ezekkel párhuzamos kalóztevékenység valamint a bányamunkások megmozdulásai azonban már a Ming-korszak újdonságai voltak. A vas- és rézércbányákat helyenként csak az állam, máshol viszont magánemberek is működtethették. A következetlen gyakorlat számos összetűzéshez vezetett.
Egyes esetekben a bányászok összefogtak a lázadó parasztokkal, mint 1448-49-ben, Csöcsiang (Zhejiang) és Fucsien (Fujian) tartományok határán. A Teng Mao-csi (Deng Maoqi) vezette parasztfelkelők csatlakoztak a Je Cung-liu (Ye Zongliu) által irányított felkelő ezüstbányászok csapataihoz. Amint az általában lenni szokott, utópikus célokat tűztek maguk elé – Teng Mao-csi (Deng Maoqi) az „egyenlősítők királyának” nevezte magát – de az átlagosnál lényegesen nagyobb sikereket értek el: városokat, fegyverraktárakat foglaltak el, tudatosan szervezték harcukat és jelentős ideig sikerült kitartaniuk a túlerővel szemben. A felkelések minden bukás után újra kezdődtek. A 15. és a 16. század szinte minden évtizedére jutott egy vagy több jelentős paraszt- és/vagy bányász-felkelés.

### Gazdasági változások
A dinasztia alapításakor az adókat még természetben, túlnyomórészt gabonában szedték be és a legtöbb gazdasági ügylet is árucserével bonyolódott. Később a császári hivatalok igyekeztek újra elterjeszteni a már a 11. század óta ismert papírpénz-rendszert. Ez nem volt könnyű, mert a közgazdasági ismeretek hiánya, a túl sok pénz kibocsátása miatt a papírpénz korábban többször is értékét vesztette. 1403-ban megtiltották az üzleti tranzakciókban az arany és az ezüst használatát, a hivatalnokok is váltókban kapták a fizetésüket. A papírpénz azonban ezúttal is gyorsan elértéktelenedett, le kellett mondani a kibocsátásáról. A Ming-dinasztia későbbi szakaszában még néhányszor rákényszerültek papírpénz nyomtatására, de csak súlyos válságok idején. Ezzel azonban megerősödött az a felfogás, hogy a papírpénz megjelenése a rossz gazdálkodás jele, ezért aztán használata a következő, a Csing (Qing)-dinasztia idejére teljesen megszűnt – egészen a modern papírpénz megjelenéséig.
A 15. század elején Kuangtung (Guangtung) tartományban megjelent az öntött ezüst fémrudak fizetőeszközként való használata. A 15. század második felére ez a gyakorlat egész Kínában meghonosodott, az adókat is ebben fizették, és a közmunkákat is meg lehetett váltani ezüst befizetésével. Gyorsan nőtt az ezüsttermelés és az import, Japánból illetve a Fülöp-szigeteken keresztül az amerikai kontinensről.
1520-tól kezdve a tőke, ami addig főleg a mezőgazdaságba, konkrétan föld vásárlásába áramlott, kezdett a kereskedelem és a kézműipar felé mozogni, különösen a déli tengerpart tartományaiban, ahol az importált ezüstön alapuló pénzgazdaság a leggyorsabban fejlődött. Ez a tendencia a földárak csökkenéséhez vezetett. A partvidéken a császári tiltás és az intenzív kalóztevékenység ellenére megélénkült a csempészkereskedelem, hiszen abban óriási profitlehetőségek voltak. Japánban a kínai selymet a beszerzési ár öt-hatszorosáért lehetett értékesíteni.
A hagyományos kézművesműhelyekből egyre nagyobb, akár több száz főt is foglalkoztató vállalkozások alakultak ki a textiliparban (pamut- selyem- és gyapjúgyártás, -feldolgozás), porcelánkészítésben, vasgyártásban. A kapitalizálódás további jeleként kialakult egy korai munkaerőpiac: a képzett munkások viszonylag jelentős fizetségért dolgoztak, a képzetlen segéderők pedig tömegesen vártak alkalmazásukra az üzemek környékén. A 16. század végén például a papírgyártás Csianghszi (Jiangxi) tartományban koncentrálódott: itt mintegy 30 üzemben közel 50 000 ember dolgozott.

#### A külkereskedelem megélénkülése és hanyatlása
A külkereskedelem rövid fellendülés után gyorsan hanyatlásnak indult, elsősorban politikai okokból. Az erősen központosított Ming-kormányzat nem nézte jó szemmel a gazdagodó, egyre nehezebben ellenőrizhető partvidék függetlenedését, ezért hamarosan még a part menti hajózást is megtiltotta a kínaiaknak; a hivatalos expedíciókat magas költségük és alacsony hasznuk miatt beszüntették; fémre átválthatatlan papírpénzt vezettek be, amely a külkereskedelemben használhatatlannak bizonyult; a kínai partoknál japán kalózok jelentek meg, az ellenük való védekezés is szükségessé tette a tengeri kereskedelem korlátozását; északon pedig újra megerősödtek a mongolok, ezért a birodalomnak minden erejét a szárazföldi határok védelmére kellett összpontosítania. 1436-ban a külföldi követeket hazaküldték Kínából, így a Ming-birodalom lényegében bezárkózott – éppen abban a korban, amikor az európaiak intenzifikálták a világ felfedezését és gyarmatosítását. A külkereskedelem hanyatlásával párhuzamosan a belső gazdaság fejlődése is megtorpant. Az eddig a fejlődés központjának számító déli területek megteltek, s a feltöretlen területek és a feltáratlan erőforrások elfogytával megszűntek a fejlődést éltető erők. Másrészt a Ming-kormányzat – hogy a földkoncentráció miatt csökkenő bevételeit pótolja – minden eddigi hatalomnál jobban „rátelepedett” a kereskedelemre és a kézműiparra, s állami monopóliumaival, adóival, illetékeivel, minden részletre kiterjedő szabályozásával megbénította e két – eleddig dinamikusan növekvő – gazdasági terület fejlődését, s ezzel megakadályozta, hogy Kínában az ígéretes kezdetek ellenére kibontakozhasson a tőkés fejlődés. A stagnáláshoz hozzájárulhatott két más, már említett tényező is: a kínai szellemi elit gondolkodásának gúzsba kötése a hivatalnokvizsgák anyagának rögzítésével, valamint a kereskedők azon szokása, hogy a felhalmozott kereskedelmi tőkét nem a termelésbe, hanem földvásárlásba, gyerekeik hivatalnoki taníttatásába fektették. Mindez hosszú távon Kína lemaradásához vezetett a globális gazdasági fejlődésben.

#### Technológiai fejlődés
A Ming-kor végére komoly műszaki irodalom is kialakult, ezek a tanulmányok is tanúskodnak a kor technológiai fejlődéséről. Megújultak a selyem- és gyapotszövő gépek. Kifejlődött a három, négy, majd ötszínű fa nyomódúcos nyomtatás, feltalálták a réz és ólom ötvözetéből készült cserélhető fém nyomódúcokat. Az élelmiszeripar terén létrejöttek a fehér cukor és a porcukor gyártásának eljárásai. A Ming-kori kerámiagyártás több különböző „műfajban” világraszóló eredményeket ért el, amiről számos értékes kiállítási tárgy tanúskodik a világ nagy múzeumaiban.

Ming-kori porcelánok a British Museumban
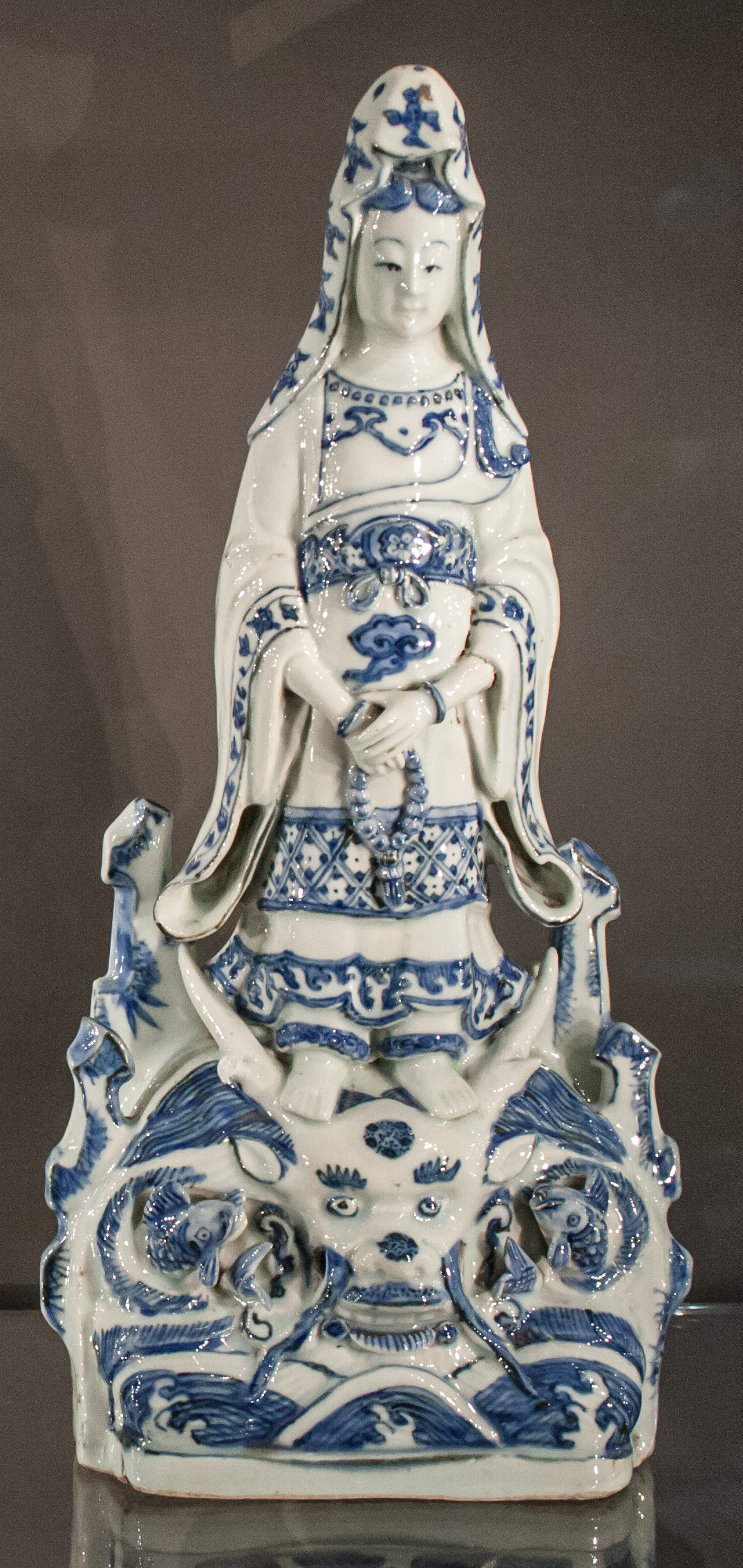
Egy Bódhiszattva ábrázolása
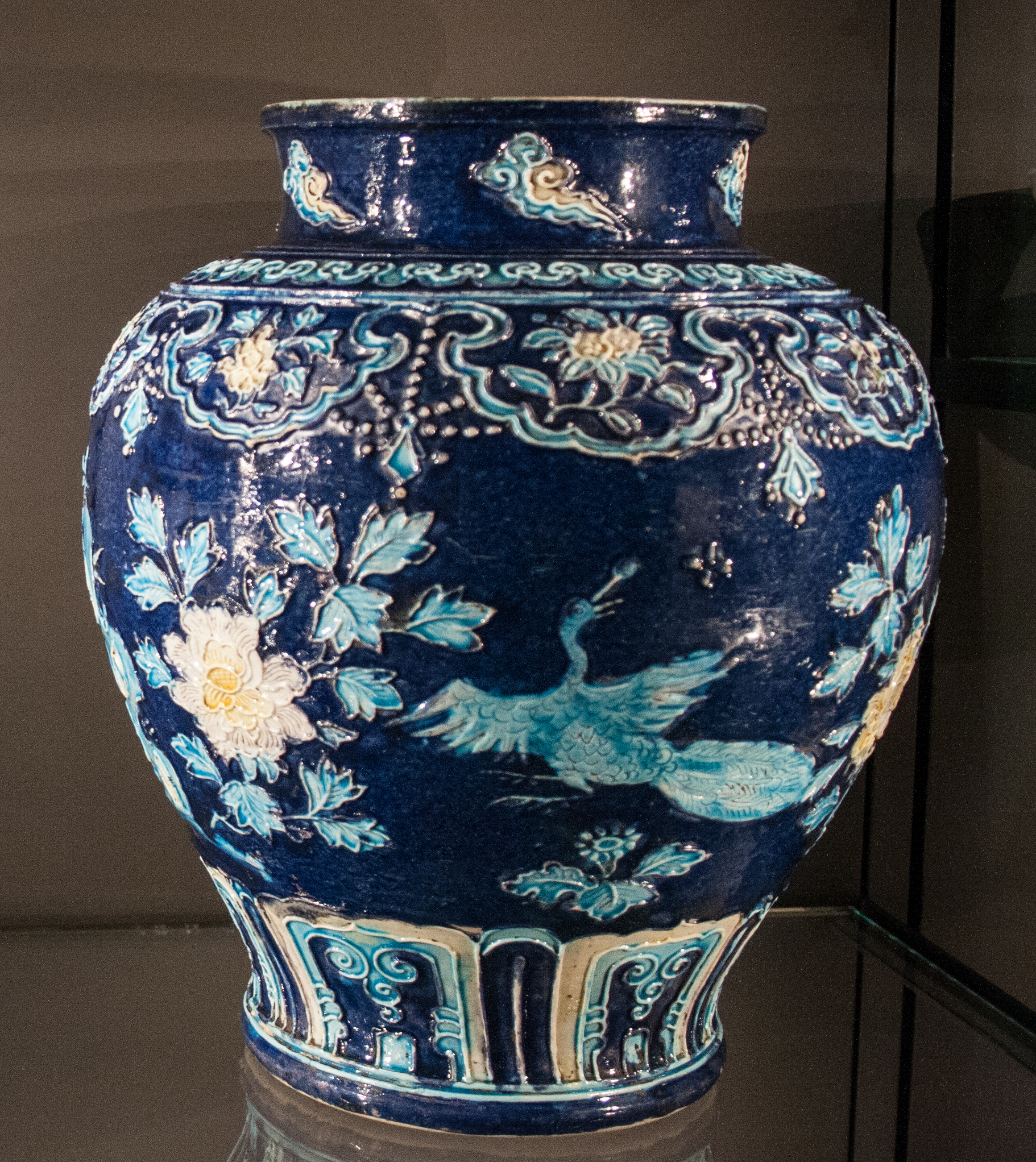
Pávadíszes borosedény
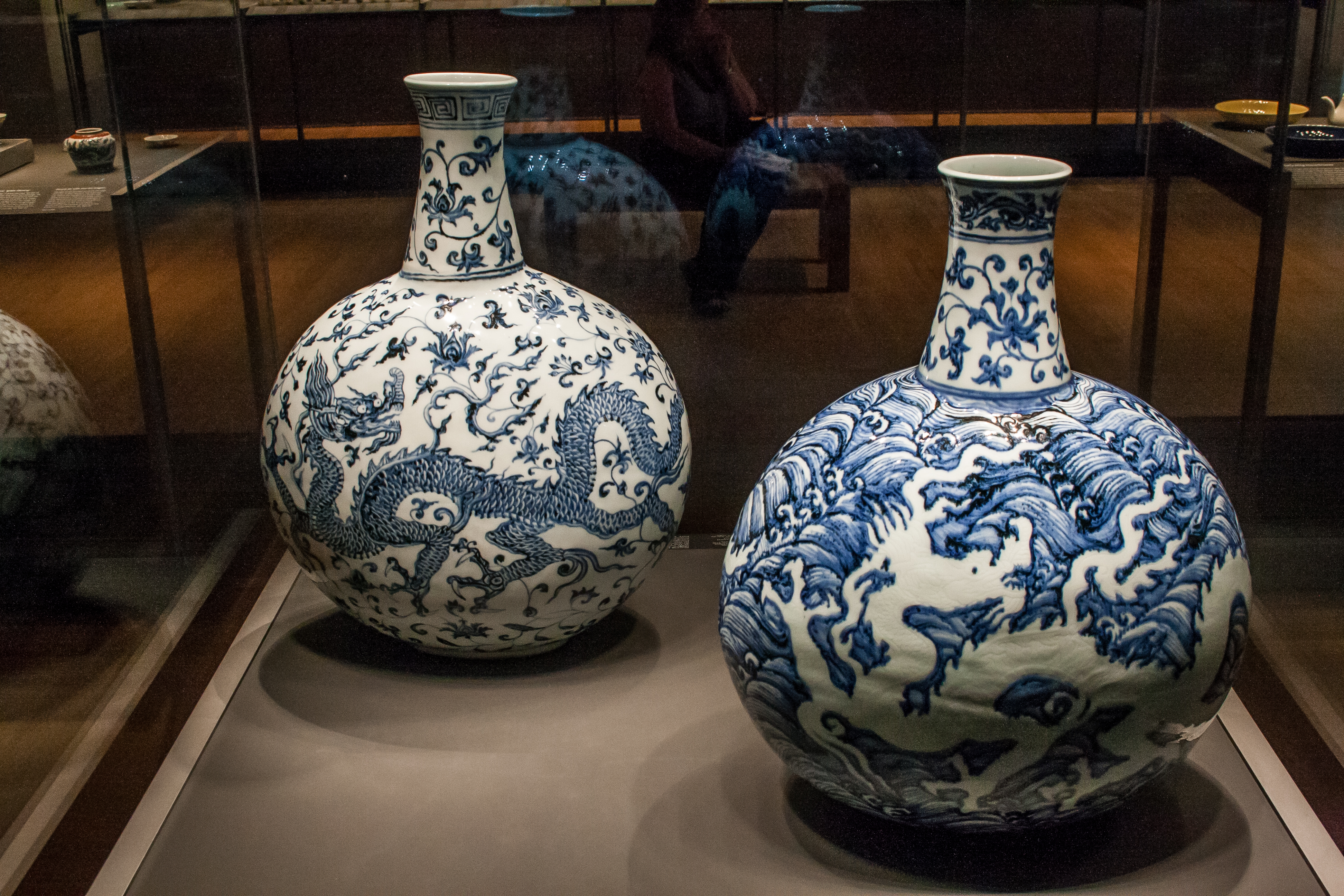
Sárkányos borosflaskák
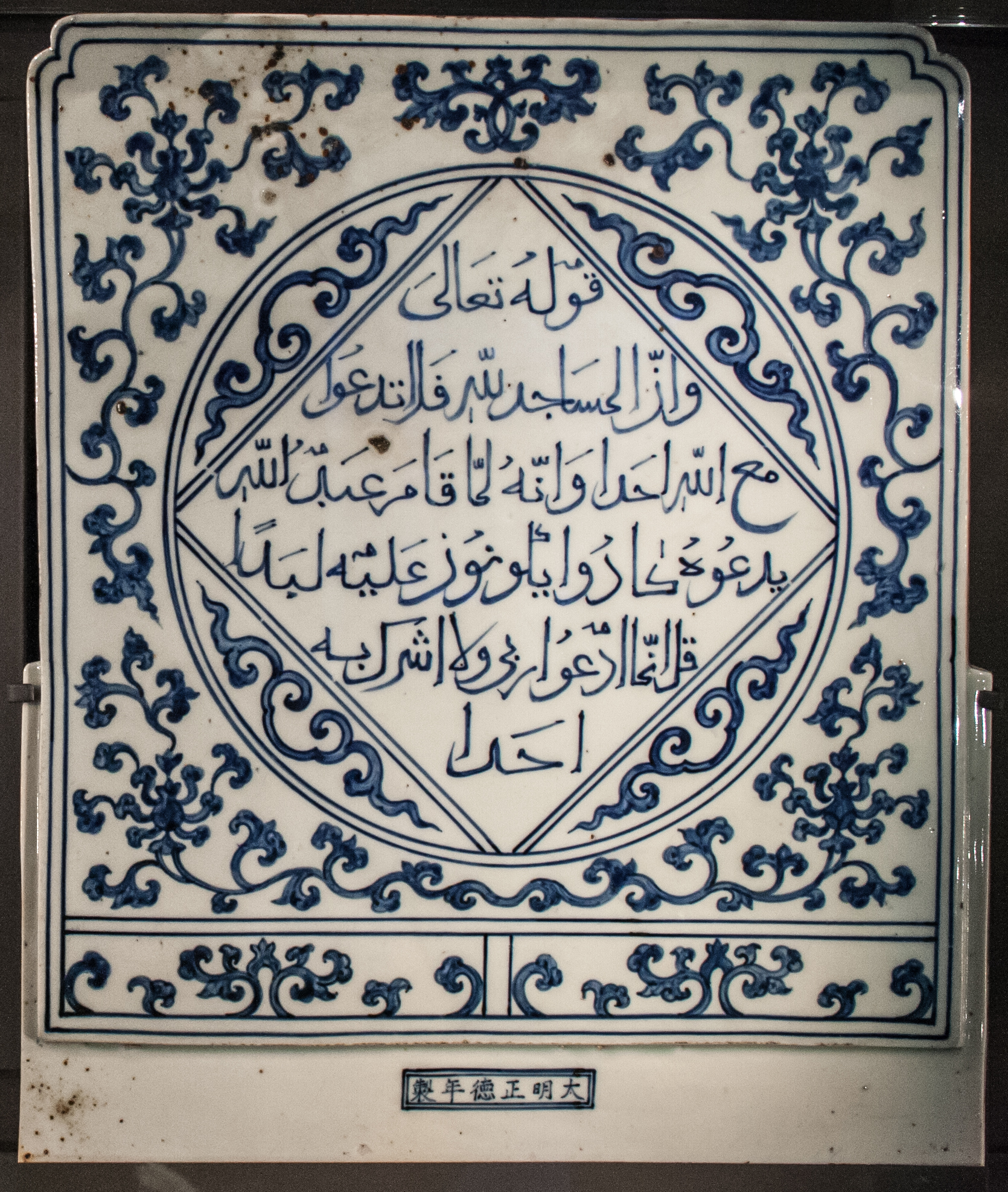
Arab kalligráfia a császári udvar moszlim hívői számára
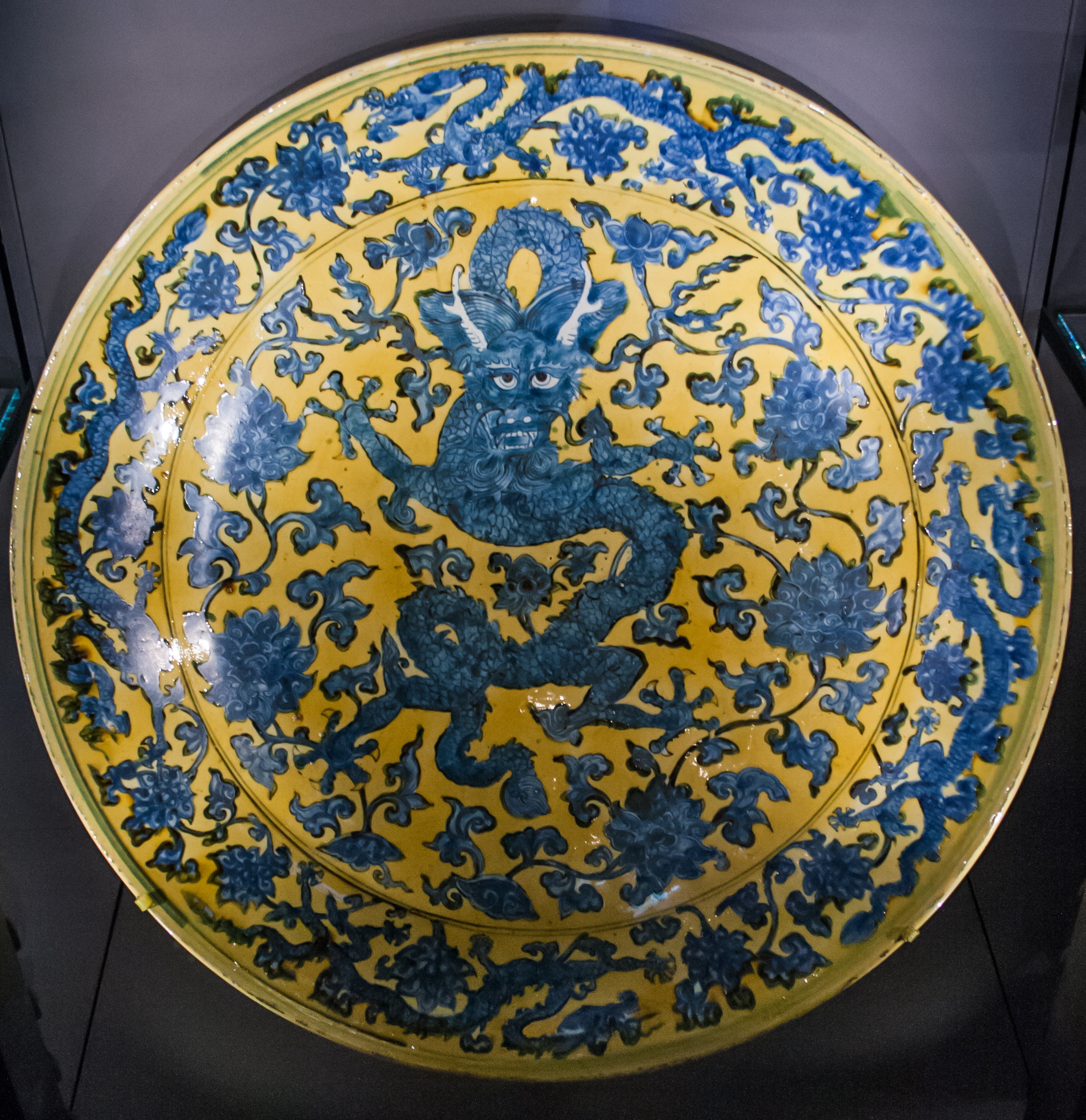
Sárkányos tál
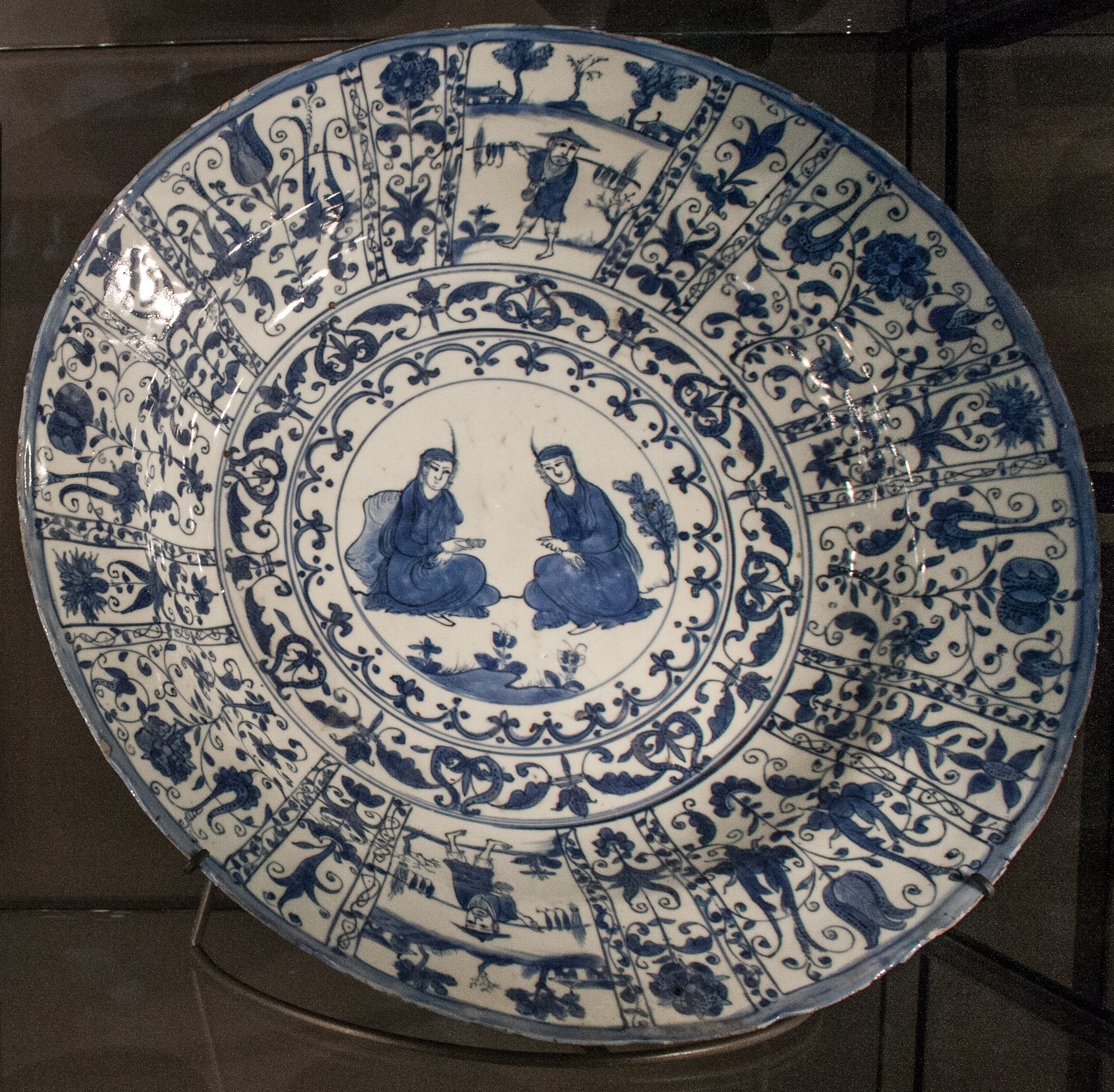
Perzsa figurák és holland motívumok - exportra
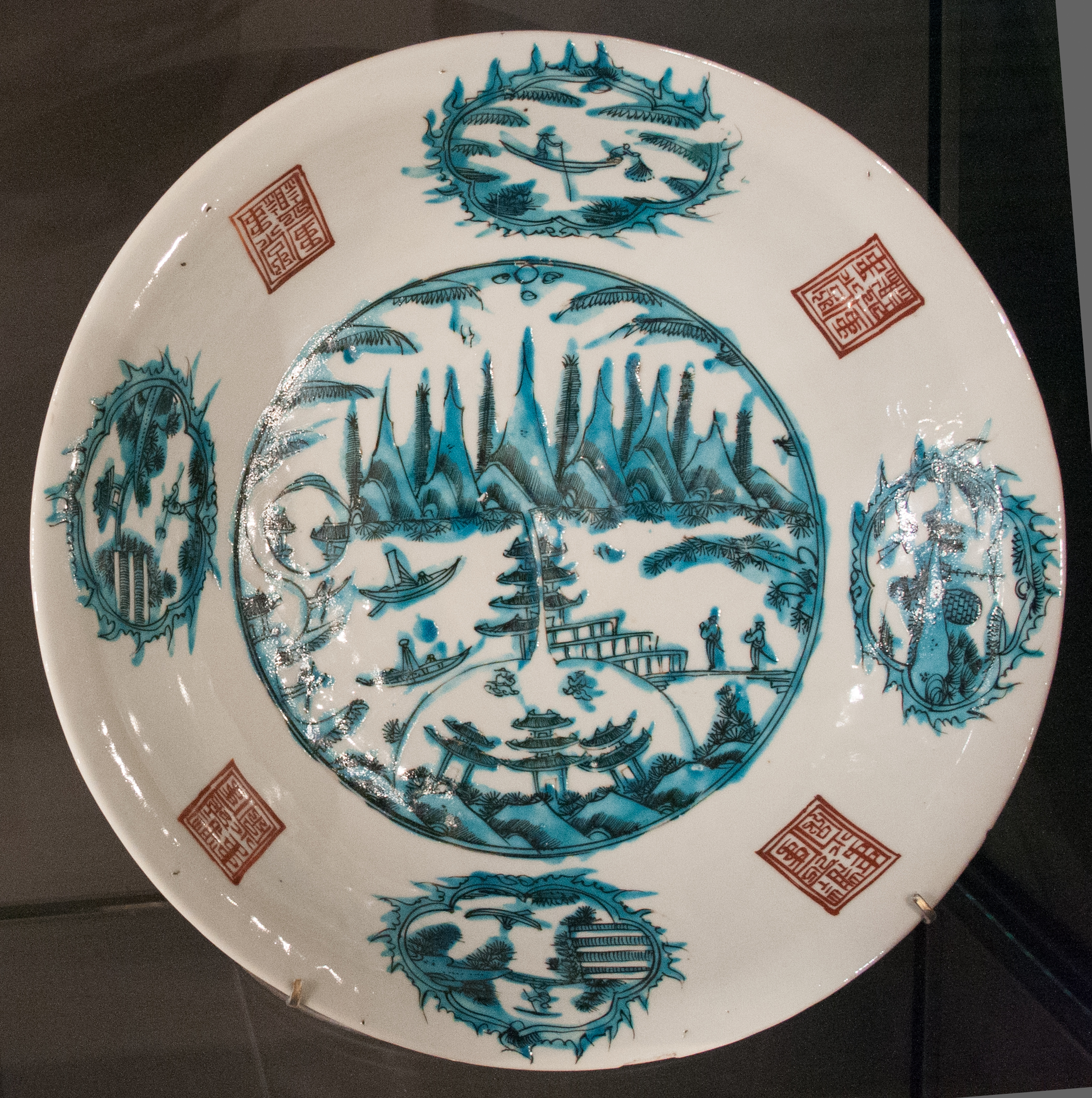
Út a halhatatlanok szigete felé
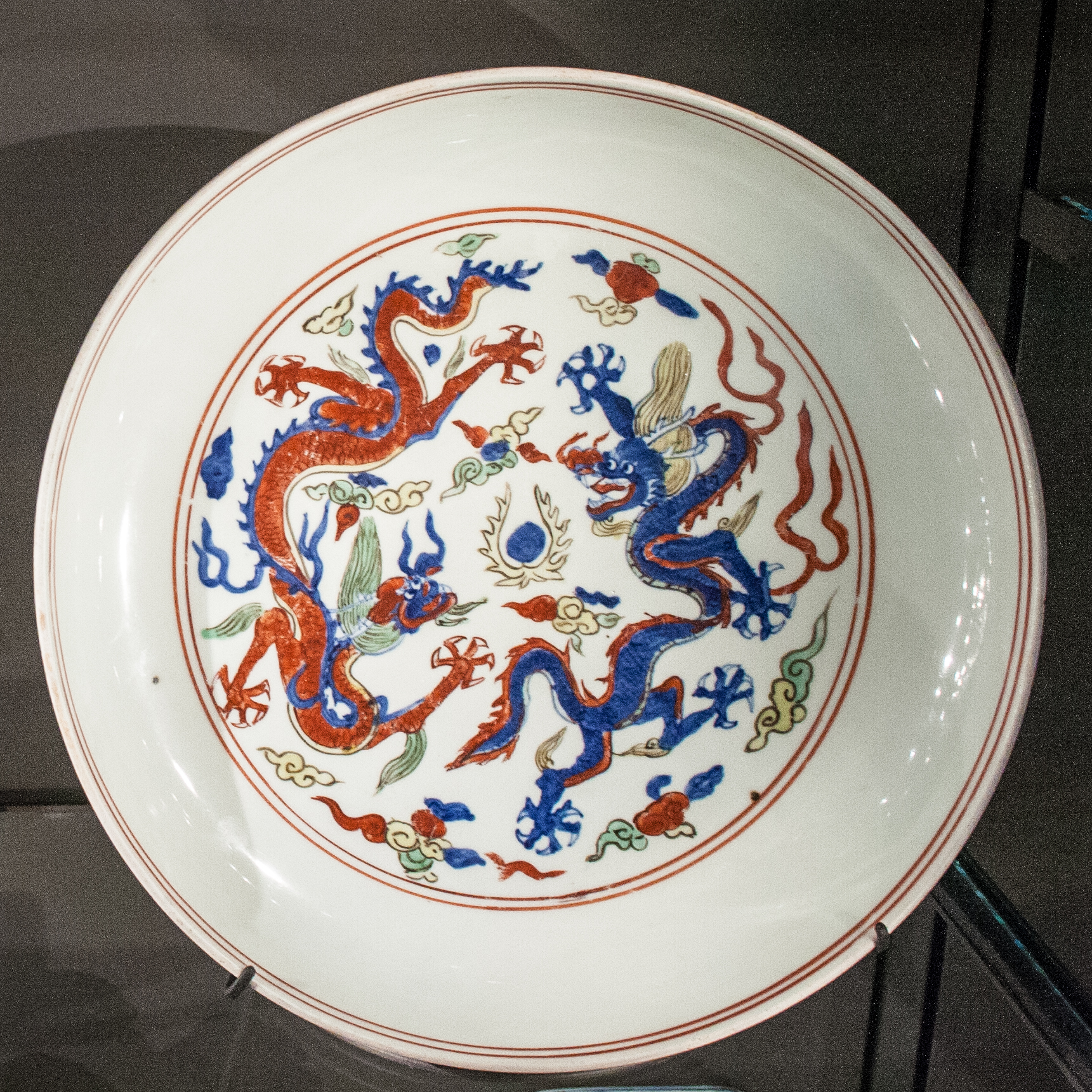
Sárkányok lángoló gyöngyszemet kergetnek
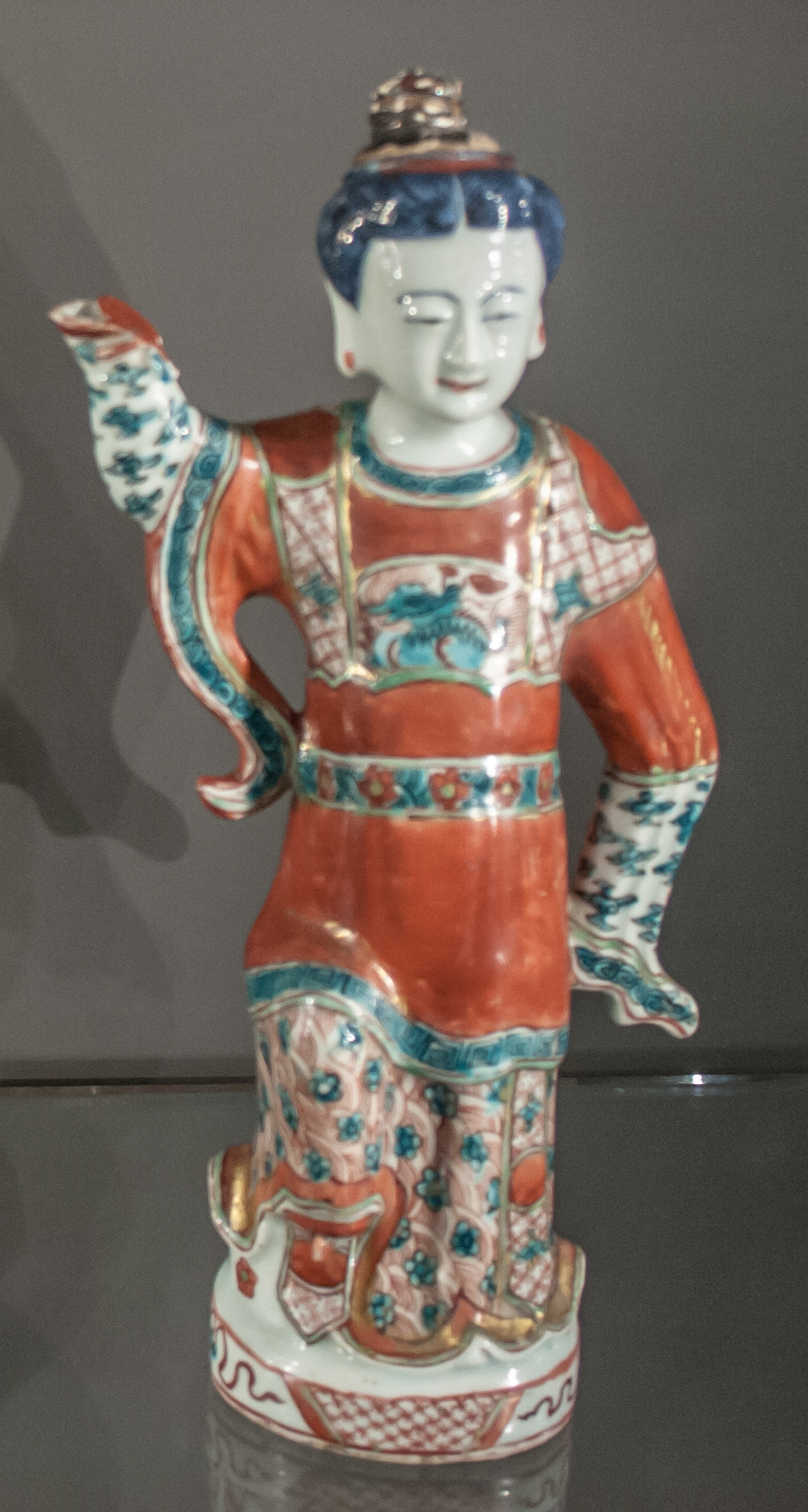
Boroskancsó táncoló nő formájában

A mezőgazdaságban is új eljárások, növényfajták és egyszerű gépek jelentek meg. Az Újvilágból érkező spanyolok és portugálok ismertették meg a kínaiakkal a 16. században például a földimogyorót, ami a 19. századra népélelmezési cikké vált. Még gyorsabban terjedt el az édesburgonya, ami helyenként ugyanolyan fontossá vált a 18. századra, mint a rizs. A kukorica viszont csak később és lassabban terjedt el.

### A lakosság számának és szerkezetének alakulása
Hongwu császár uralkodása után a népszámlálások (adózási okok miatt) elvesztették megbízhatóságukat. Modern kutatások szerint azonban a népesség a 14. század végétől a 17. század közepéig folyamatosan növekedett. Egyes számítások szerint a Ming-kor elején 70, végén 130 millió lehetett a népesség.
A városias fejlődés megélénkülése nyomán kialakult egy munkásréteg és egy városi középosztály a városi kereskedőkből és üzletemberekből. A kapitalista fejlődés csírái azonban alapvetően különböztek a hasonló európai fejleményektől, mivel Kínában a leggazdagabb kereskedők az állami megrendeléseknek, a hadiszállításoknak köszönhették vagyonukat, ellentétben Európával, ahol gyakran inkább a királyi udvarok függtek a gazdag kereskedőktől, mint fordítva.

## Erősödő külső fenyegetések

### Északi nomádok
A dinasztia alapításakor a mongolokkal szemben elért fölény az 1438-49 közötti mongol támadások révén megszűnt. Bizonyos egyensúlyi állapot alakult ki, majd a 16. század közepén az északi támadók látszottak felülkerekedni. Altan mongol nagykán ősei nyomdokaiba lépve mind nagyobb erőkkel tört be Kína északi tartományaiba. 1550-ben három napig ostromolta Pekinget is, majd Közép-Ázsiában, Tibetben folytatta hódításait. 1570-ben végül elfogadta a kínaiak által ajánlott békeszerződést és így újra kialakult egyfajta modus vivendi Kína és a mongolok között. Északkeleten azonban újabb veszélyek jelentkeztek: a japánok partra szálltak Koreában, a dzsürcsik pedig felvették a mandzsu nevet és új hatalmat hoztak létre a Mandzsúriának elnevezett térségben.

### Kalózok
A partvidékre korábban is jellemző kalózkodás a 16. század közepén minden addiginál hevesebbé vált. A wokou néven nevezett japán kalózok (a wó törpét jelent kínaiul) támadásai már az invázió jellegét öltötték. A „japán kalózok” terminus azonban tulajdonképpen egy változatos nemzetiségekből álló csoportot takart, voltak közöttük koreaiak, vietnámiak, malájok, szumátraiak és a partvidéken élő kínaiak is.
A kalóztevékenység megélénkülése paradox módon Kína bezárkózásával, az akkoriban egyébként a kelet-ázsiai térségben erősen élénkülő tengeri kereskedelem betiltásával is összefüggött. A több ezer kilométeres partvidéket felügyelni ugyanis szinte lehetetlen volt, a tiltás az illegalitásba szorította és a kalóztevékenység felé terelte a korábbi kereskedőket.

### Kapcsolatok Japánnal
Az erősödő Japánnak elemi gazdasági érdeke volt a kínai kereskedelem. A kínai kormányzat e kapcsolatok engedélyezése és tiltása között ingadozott. A kereskedelmi kapcsolatok formailag japán „delegációk” érkezésével valósultak meg. A Jung-lö (Yongle)-korszaktól kezdve ezeket a japán „követjárásokat” szigorúan korlátozták, egy delegációt engedélyeztek tíz évente, maximum két hajóval és kétszáz fővel. 1432-től ezeket a kereteket 3 hajóra és 300 főre emelték, de a gyakorlatban ennél sokkal gyakrabban és nagyobb létszámú küldöttségek érkeztek. Japánból általában kardokat és ként, rezet, különleges faanyagokat, legyezőket hoztak Kínába, míg a kínai export főleg selyemből, könyvekből, festményekből és rézpénzekből állt.
E küldöttségek a vallási és kulturális kapcsolatok részét is alkották, mivel a japán delegációkban sok buddhista szerzetes is helyet kapott. Ők nem csak a kínai buddhizmus, hanem a kultúra más területei, főleg az irodalom és a filozófia iránt is érdeklődtek. 1403-ig teljesen szabadon mozoghattak a birodalom egész területén. Később azonban rájuk vonatkozóan is egyre szigorúbb korlátozások léptek életbe. Kínai buddhista szerzetesek is gyakran utaztak Japánba, és elősegítették a Japánban hagyományosan nagyra becsült kínai kultúra további terjedését.
A delegációk alapvetően kereskedelmi, de egyúttal diplomáciai, kulturális és hírszerző tevékenységével párhuzamosan tovább folytatódott a japán kalózkodás is. Ez végül ahhoz vezetett, hogy a kínai kormányzat tovább szigorította a delegációk beutazását. 1523-ban két japán küldöttség között alakult ki konfliktus; Kína csak az egyiket ismerte el hivatalosnak, a másik így erőszakosan lépett fel és kifosztotta a delegációk hagyományos fogadó városát, Ningpó (Ningbó)t. Ezután a kínai kormányzat teljesen betiltotta a delegációk beutazását, ami a kalózkodás további erősödéséhez vezetett, ami 1553-55-re már rablóhadjáratok és tömeges mészárlás formáját öltötte.
A kínai kormánynak végül formális háborút kellett indítania a kalózok ellen. A Hu Cung-jian (Hu Zongyian) tábornok vezette hadjárat 1556-tól helyreállította a rendet a Csöcsiang (Zhèjiāng) tartomány partjain, majd fokozatosan, Jü Ta-ju (Yu Dayou), és a népi emlékezetben a Ming-korszak egyik nemzeti hőseként továbbélő Csi Csi-kuang (Qi Jiguang) tábornokok vezetésével 1560 és 1570 között az egész partvidékről sikerült elűzni a kalózokat és megteremteni a biztonságot. Ez azonban egyúttal a kínai bezárkózás, a külvilágtól való elszigetelődés erősödését is jelentette.

## A Ming-dinasztia hanyatlása és bukása
Az északi nomádok és a tengeri kalózok támadásainak visszaverés után, a 16. század közepétől átmeneti javulás következett be az ország helyzetében. Lungcsing (Longqing) császár (1567–1573) felvilágosult uralkodó volt, pártolta a társadalmi igazságosságot és a haladást szolgáló reformokat. Az ő idején elkezdett ilyen politika Vanli (Wanli) (萬曆) császár (1673–1619) uralkodása kezdetén is folytatódott, hiszen az új császár gyermekként lépett a trónra és nagykorúvá válásáig Csang Csü-cseng (Zhang Juzheng) (1525–1582) kancellár irányította az országot. Ekkoriban folytatódott az udvar kiadásainak csökkentése, a kisparasztok védelme a földkoncentrációtól, a nagyszabású folyószabályozási munkálatok. A folyók és a Nagy-csatorna gátjainak főfelügyelője például 29 évig Pan Csi-hszün (Pan Jixun) (1521–1595) volt, aki nagyon hatékonyan és becsületesen tevékenykedett.
Csang Csü-cseng (Zhang Juzheng) halála után azonban az eunuchok klikkje visszaszerezte a hatalmat. A császár uralkodásának hátralévő 38 évében teljesen elhanyagolta az államügyeket. Az udvarban frakcióharcok dúltak, az ország hatékony ellenőrzés nélkül maradt, az állami bevételek gyorsan fogyatkozni kezdtek. A korszak hanyatlását plasztikusan ábrázolja a 16. század második felében keletkezett híres erotikus regény, a Szép asszonyok egy gazdag házban is.
Az ország pénzügyi helyzete rohamosan hanyatlott, de a pazarlás egyre elképesztőbb méreteket öltött. Vanli (Wanli) császár síremléke számára sok száz kilométeres távolságból szállították a cédrust, a terméskövet és a különleges téglát. Már Hung-vu (Hongwu) császár kialakította azt a rendszert, ami szerint huszonnégy fiának a hatalomtól való távoltartásuk érdekében csillagászati juttatásokat biztosítottak. A szélesebb császári család a többnejűség révén a generációk során exponenciálisan bővült; Csingcseng (Qingcheng) hercegének például 94 leszármazottja volt. Vanli (Wanli) idején 45 császári herceg kapta a legmagasabb évjáradékot, ami 600 tonna gabona árának felelt meg. Mellettük még 23 000 császári családtagról gondoskodott a kincstár.
A pénzügyi nehézségek adóemeléseket követeltek, ami pedig a társadalmi elégedetlenség fokozódását eredményezte. A „hagyományos” parasztfelkelések mellett megszaporodtak a városi munkásság lázadásai, még az olyan központokban is, mint Szucsou (Suzhou), Hangcsou (Hangzhou), Peking. A szinte évente ismétlődő zavargások 1621 és 1644 között már hatalmas felkelésekbe folytak össze.

### Politikai válság
A 16-17. század fordulóján az egyik oldalon a becsületes közhivatalnokok és a császárhű értelmiség, a másik oldalon pedig az eunuchoknak a hatalmat bitorló klikkje között feszültek a legerősebb társadalmi-politikai ellentétek. Az ellenzéki összefogás kristályosodási pontja a Tung-lin (Donglin) Akadémia lett, amelyet még a 12. században alapítottak értelmiségiek irodalmi és politikai viták céljára. Az újjászületett akadémia hamarosan párttá szerveződött, amely szerette volna megreformálni az egész birodalmat, megerősíteni a központi (császári) hatalmat, szabadabb véleménynyilvánítási jogot biztosítani a hivatalnokoknak és csökkenteni az adóterheket. Reformjaik útjában azonban ott álltak az eunuchok. E két párt küzdelme határozta meg a Ming-dinasztia utolsó évtizedeinek politikai életét.
A Tung-lin (Donglin) párt egy időre a hatalom közelébe került, de az utókor által különösen ördögi manipulátorként értékelt eunuch, a gyűlölt Vej Csung-hszien (Wei Zhongxian) a titkosszolgálat segítségével magához ragadta a hatalmat a bábcsászár mellett, és betiltotta az akadémiákat, leszámolt a reformerekkel – maga és klientúrája számára viszont országszerte templomokat emeltetett az „élők temploma” néven. Az utolsó Ming császár trónra lépése után, 1628-ban, Vej (Wei) merénylet áldozata lett, és egy rövid időre ismét a reformerők kerekedtek felül, de ezután nemsokára megint az eunuchok korszaka jött el. Ez a küzdelem érthetően az egész kormányzatot megbénította.

### A végső felkelések
1627-28-ban a nagy aszály miatt éhínség tört ki, ami kezdetben tartományi, majd országos méretű felkeléshez vezetett. A császári csapatok képtelenek voltak leverni a lázadást, legfeljebb annyit értek el, hogy az egyik tartományból a másikba hajtották át a felkelők seregeit. A kezdeti anarchia és rivalizálás után 1636-ra már tekintélyes vezetői is lett a parasztcsapatoknak. Észak-Kínában Li Ce-cseng (Li Zicheng), a juhászból lett császári postai alkalmazott lett egyszemélyi vezetőjük, a Jangcétól északra lévő területeket Csang Hszien-csung (Zhang Xianzhong) tartotta ellenőrzése alatt. 1641-től az észak-kínai vezető már dinasztikus célokat tűzött maga elé. Jól szervezett seregével sorra foglalta el a városokat, 1643-ban bevette Hszian (Xian)t, (a Nyugati Han- és a Tang-dinasztia fővárosát), ahol császárnak kiáltotta ki magát. Ezután 1644-ben Peking ellen indult. A főváros védői megadták magukat, a védelem nélkül maradt császár – a hagyomány szerint – a pekingi Szén-hegyen felakasztotta magát, ezzel a Ming-dinasztia uralma véget ért. Egy hónappal később azonban külső támadók, a mandzsuk – a császári csapatok maradékának támogatásával – legyőzték a felkelőket, akiknek vezetőjét végül parasztok ölték meg menekülése közben.
Csang Hszien-csung (Zhang Xianzhong) eközben visszahúzódott Szecsuan (Sichuan) tartományba, és ott kiáltotta ki magát a „Nagy Nyugati Királyság” uralkodójává, de a mandzsuk 1647-re őt is leverték. A Mingek birodalma szinte ellenállás nélkül került a következő, a Csing-dinasztia (Qing-dinasztia )-dinasztia birtokába.

## A Ming-kor szellemi élete

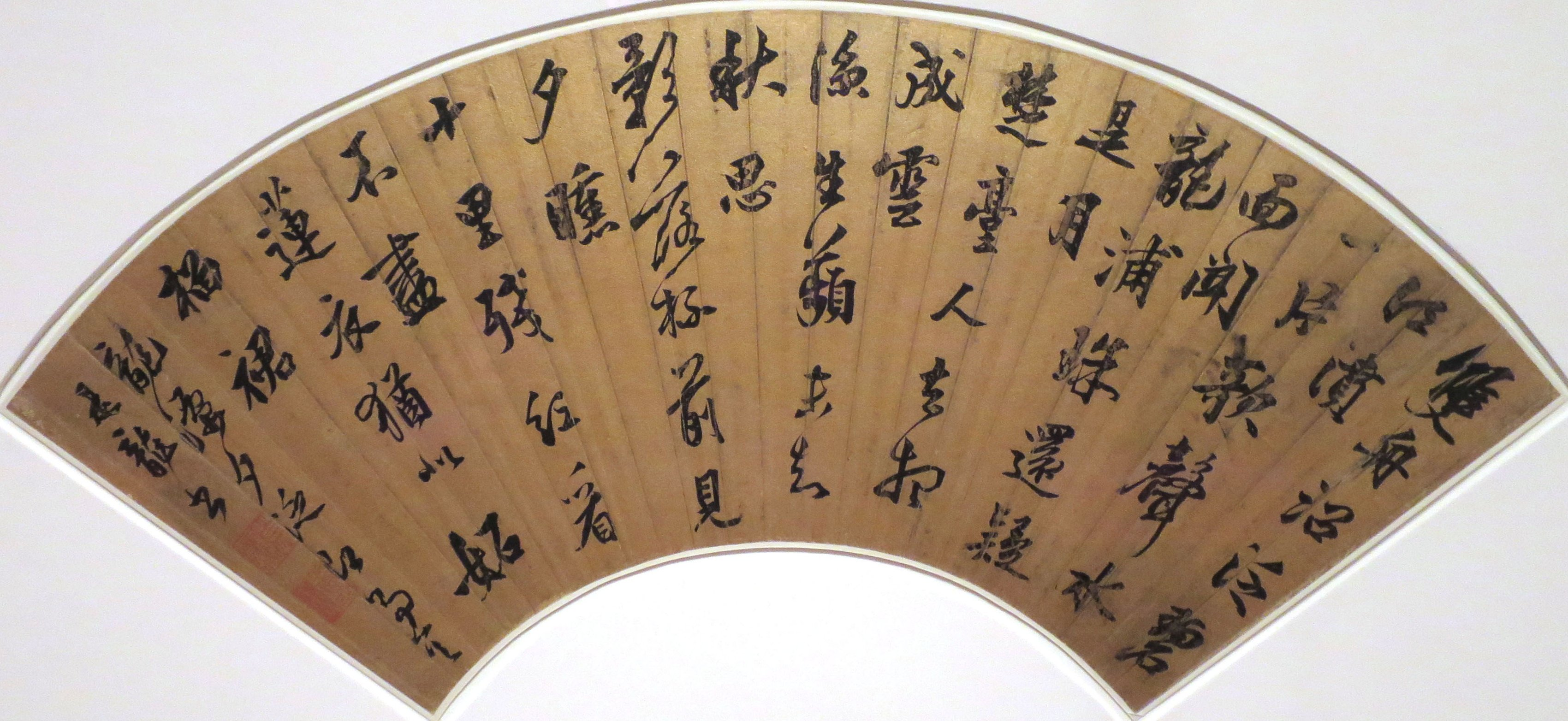
Ming-kori kalligráfia legyezőn

A modern sinológiai kutatások elején sokáig az a nézet tartotta magát, hogy a Ming-kor a kínai történelem korábbi „aranykorához” (Tang-dinasztia) és „ezüstkorához” (Szung (Song)-dinasztia) képest a szellemi alkotások terén a terméketlenség és a szolgai utánzás jellemezte. Kétségtelen, hogy a mongol hódítás megtörte a korábbi fejlődést az utána hatalomra került új kínai dinasztia szegényparaszti származása is sokáig rányomta a bélyegét a szellemi színvonalra. A 16. századtól kezdve, a városok növekedésének nyomán viszont újra megélénkült a szellemi élet, a filozófiai gondolkodás. Ötvöződött a népi és a „magaskultúra”, lendületet kapott a színjátszás, a szépirodalom fejlődése. Virágkorát élte a könyvnyomtatás, kitűnő minőségű kiadványok születtek, terjedt a bibliofilia, a ritka könyvek iránti rajongás és a könyvgyűjtés szenvedélye.
A Ming-kor tehát távolról sem volt a stagnálás korszaka, sőt az időszak végén megjelenő irányzatok már világosan jelezték a modern kor kezdetét. A szellemi élet fejlődése is megerősíti azt, ami a társadalom- és gazdaságtörténet alapján már világossá válhatott: a Ming-kor végén Kína belépett az újkorba. Természetesen ennek megállapításakor nem szabad figyelmen kívül hagynunk, hogy Kína egész történetét végigkísérik olyan sajátosságok, amelyek megnehezítik az Európa-centrikus gondolkodás körében kialakult fogalmak használatát.

### Filozófia, irodalom
A filozófia terén a Ming-dinasztia kezdete a neokonfuciánus ortodoxia megerősödésének időszaka is volt. 1415-ben kiadtak egy antológiát a Szung (Song)-kori filozófusokról Az emberi természetről és a rend elvéről gondolkodók summázata címmel, ezen kívül két irodalmi összefoglalót, „hivatalos” kommentárokkal Öt klasszikus és Négy könyv címmel. Ezek egészen a 18. századig a klasszikus tanulmányok alapjául szolgáltak. A hivatalnoki vizsgák során azonban nem volt feltétlenül kötelező a klasszikus, hivatalos értelmezések követése, gyakran a vizsgaművek nem tartalmaztak egyetlen „ortodox” gondolatot sem.
A tudományos forrás- és szövegkritika is megindult ebben a korban. A kínai írásjegyeket először Mej Jing-cu (Mei Yingzu) rendezte, összesen 214 fogalmi kulcs alá az által szerkesztett szótárban, amely 33 179 írásjegyet tartalmaz. Csu Caj-jü (Zhu Zaiyu) herceg a matematikai és a zeneelmélet összekapcsolásával foglalkozott és a 16. század végén meghatározta a temperált hangsort, néhány évvel azelőtt, hogy az megjelent volna Európában.
A szépirodalomban a korábbi századokban Kajfeng (Kaifeng)ben és Hangcsou (Hangzhou)ban, a szórakoztató negyedekben kialakult felolvasó irodalomból kialakult az igazi regény, első példái a Nyugati utazás és Szép asszonyok egy gazdag házban. A színház népszerűsége is nagyot nőtt ebben az időszakban.

### Az alkalmazott tudományok forradalma
A Ming-kor tudományossága elsősorban a gyakorlati életben alkalmazható tudás terén nyújtott újat. Sorban jelentek meg a „műszaki-tudományos” jellegű könyvek a legkülönbözőbb témaközökben (például gyógyszerészet, orvoslás, mezőgazdaság és botanika, kézműves technológiák és földrajz). Itt már észrevehető a misszionáriusok hatása, a nyugati eredmények átvételére irányuló törekvések is. Vang Zseng (Wang Zheng) (1571-1644) Johann Schreck német jezsuita segítségével összeállította A távoli nyugat furcsa szerkezeteinek képes magyarázata című könyvet.

Egy 1637-es kínai szakkönyv technológiai illusztrációi
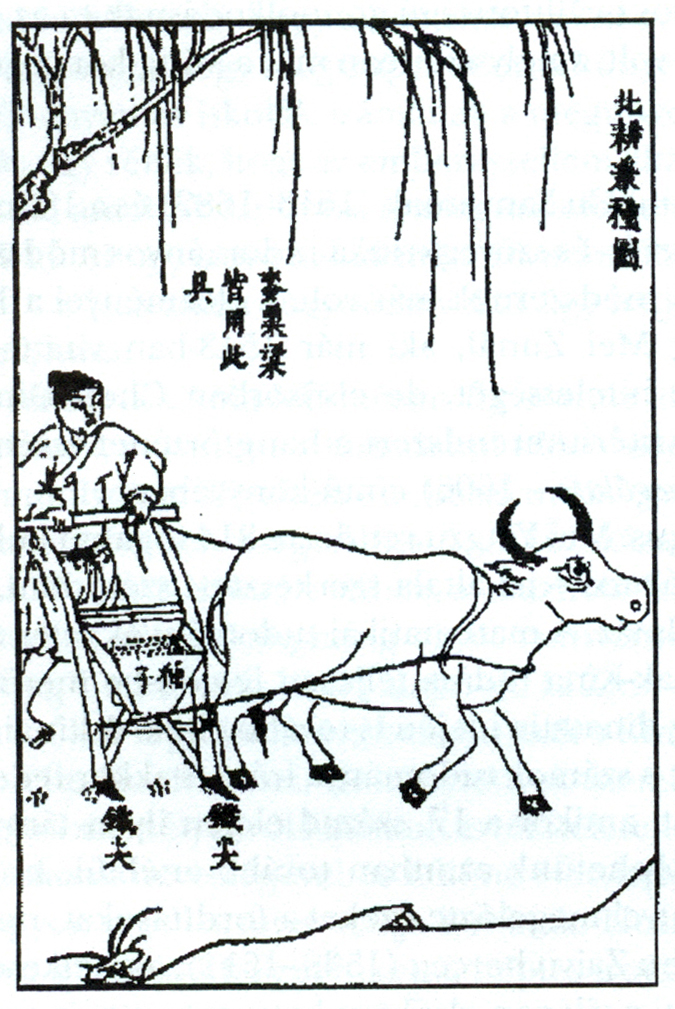
Vetőgép
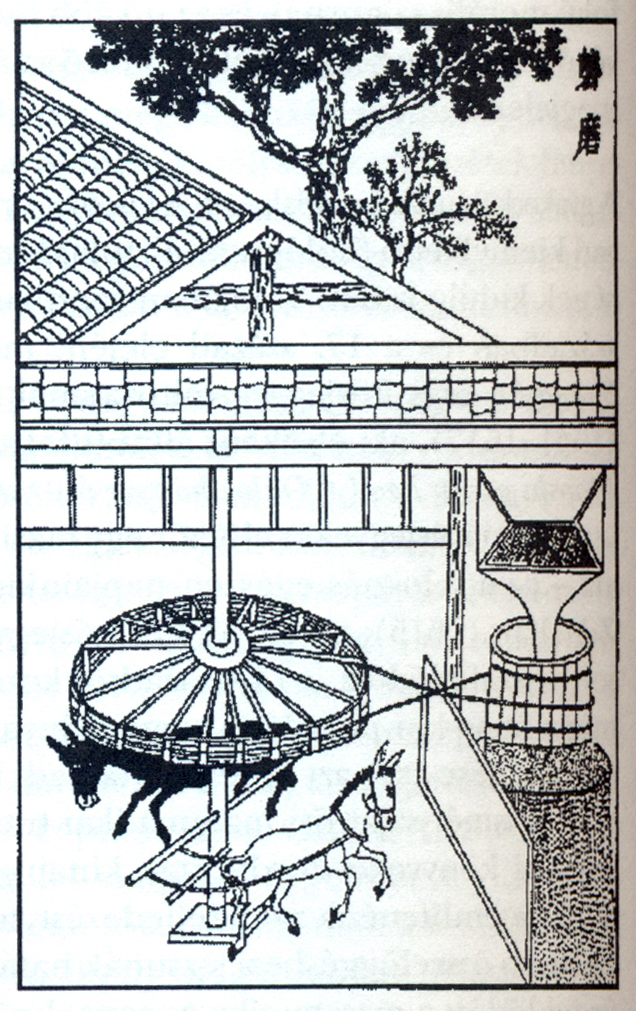
Malom
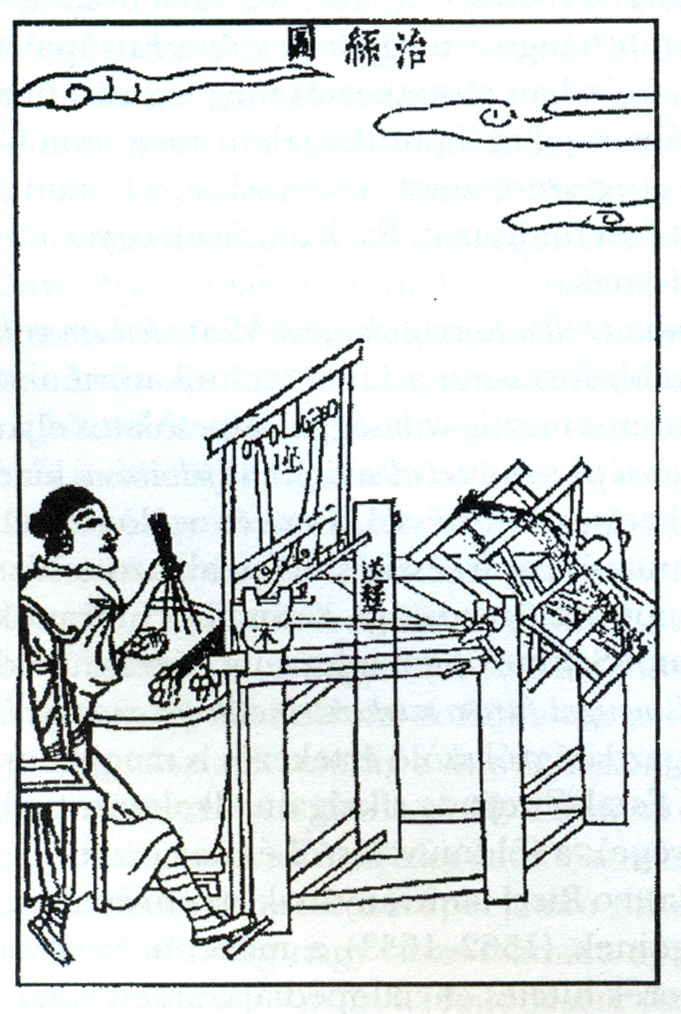
Cérnagombolyító eszköz
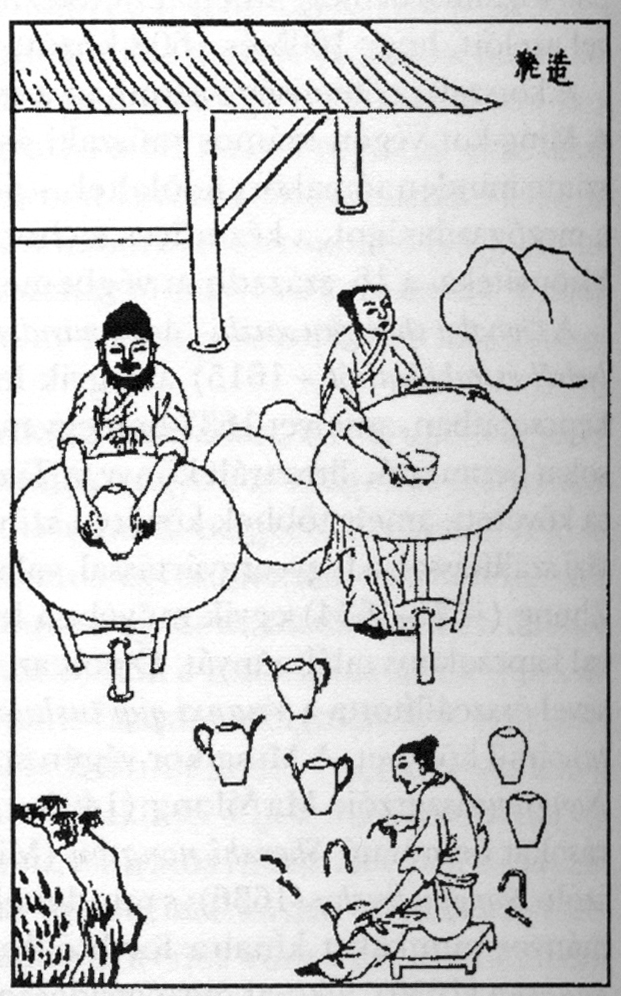
Fazekasműhely

## Kapcsolatok a Nyugattal

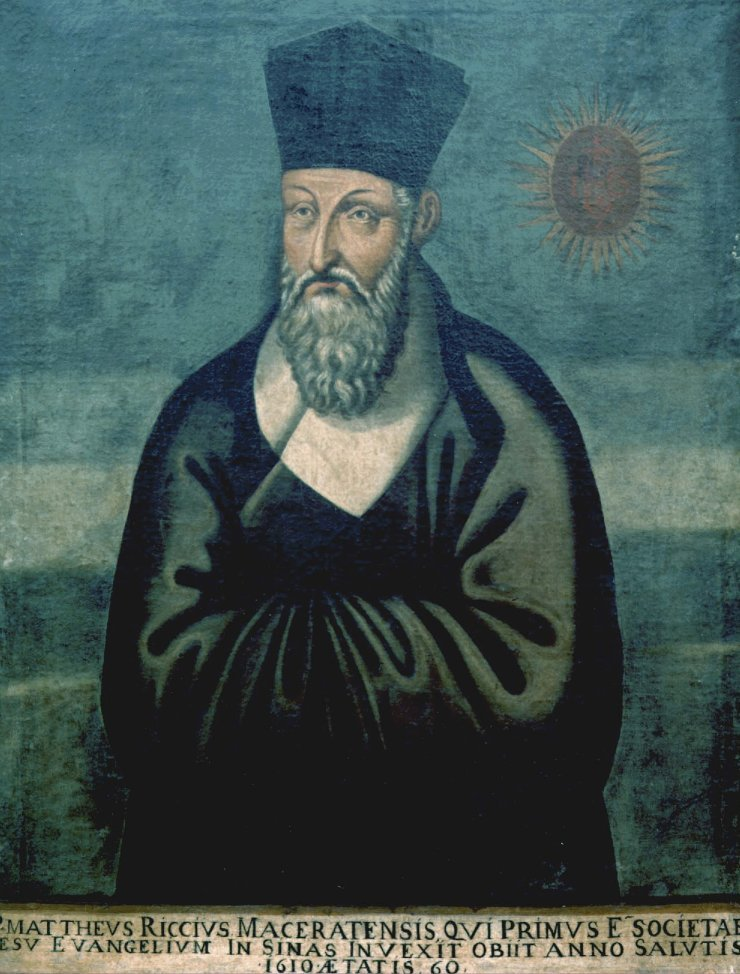
Matteo Ricci (1552-1610)

Az első európai (portugál) hajó 1516-ban érkezett Kínába. 1517-ben kérvényezték a központi kormánynál, hogy egy portugál kereskedelmi telepet létesíthessenek kínai földön, de a kínaiak a kérést elutasították. Ezután számos európai hajó érkezett a kínai partokhoz, amelyek legénységét teljesen lenyűgözte az óriási, jól szervezett, virágzó birodalom. A tengerészek beszámolói felkeltették az európai érdeklődést Kína iránt. A portugálok végül a helyi hivatalnokok lefizetésével 1557-ben megvetették lábukat a dél-kínai Makaón, amely kereskedelmi centrum mellett a távol-keleti keresztény hittérítő tevékenység központjává is vált.
A hittérítők közül a legjelentősebb Matteo Ricci (kínai nevén: 利玛窦, Lì Mǎdòu) olasz jezsuita volt, aki 1581-ben érkezett Kantonba. E korai misszionáriusok először a főhivatalnokok és az uralkodó udvarába igyekeztek bejutni, hogy őket megnyerve ügyüknek megkönnyítsék a hit terjesztését a birodalomban. Az udvarban a misszionáriusok ugyan fontos szerephez jutottak, de a kínaiak megtérítése terén a több ezer éves szilárd hagyományok miatt nem értek el sok sikert. A kínaiakat az új hit nemigen érdekelte, de az európai tudomány annál inkább: így aztán a hittérítők elsősorban a naptárkészítés, csillagászat, térképészet stb. korabeli európai eredményeivel ismertették meg őket, s csak másodsorban, mintegy ennek révén a kereszténységgel.